# 부에노스아이레스
부에노스아이레스(스페인어: Buenos Aires)는 아르헨티나의 수도이며 가장 큰 도시이다. 남아메리카 동남부 라플라타강의 하구에 자리한 항구 도시이며, 남아메리카에서 가장 큰 도시 중의 하나이다. 수도권인 그란 부에노스아이레스는 약 1,300만 명이 사는 지역으로, 라틴 아메리카에서 세 번째로 큰 인구 밀집지역이다.
19세기의 내전 이후에 부에노스아이레스는 연방 특별구(Capital Federal 카피탈 페데랄[*])가 되어 부에노스아이레스주에서 독립되었으며, 빠른 속도로 팽창하였다. 과거에 독립된 도시였던 벨그라노와 플로레스는 지금 부에노스아이레스의 바리오가 되어 있다. 부에노스아이레스에 사는 사람들을 흔히 포르테뇨(porteños, 항구사람)이라고 부르기도 한다.

## 이름
부에노스아이레스라는 지명은 스페인어로 직역하면 ‘좋은 공기’(영어: good air, 라틴어: bonus aër)로, ‘순풍(順風)’이란 뜻이다. "Nostra Signora di Bonaria"(좋은  바람의 성모(聖母)라는 이탈리아어에서 유래한 것인데, 이탈리아 사르데냐 칼리아리 지방의 교회에서 따온 것이다. 1994년 헌법에 따라 연방 특별구는 자치권을 획득하였고, 도시의 공식 명칭은 부에노스아이레스 자치시(Ciudad Autónoma de Buenos Aires)가 되었다.

## 역사

### 최초의 정착
스페인의 이름 아래 항해중이던, 항해사 후안 디아스 데 솔리스 (Juan Díaz de Solís)가 1516년 라플라타강에 도달한 최초의 유럽인이었다. 그의 원정은 차루아(Charrúa)족에 의해 살해당했을 때 중단됐다.
부에노스아이레스시는 최초로 페드로 데 멘도사 (Pedro de Mendoza)가 이끌었던 스페인의 원정대에 의해 1536년 2월 2일 Ciudad de Nuestra Señora Santa María del Buen Ayre 로서 설립됐다. 멘도사에 의해 설립되었던 시는 오늘날 도시 중심의 남쪽, 부에노스아이레스의 산텔모 지구에 있다.
토착민들의 공격은 정착민들을 떠나게 만들었으며, 1541년 이 지역은 버려졌다.1580년에 아순시온(현재 파라과이의 수도)에서 파라나강으로 항해해 도착한 후안 데 가라이에 의해 영구적인 정착촌이 두번째로 설립되었다. 그는 그 정착촌을 "Santísima Trinidad"이라 명칭을 붙였으며 그곳의 항구는 Puerto de Santa María de los Buenos Aires"가 되었다.

### 식민지 시대
1776년에 브라질에서 침공을 계속하는 포르투갈로부터 반다 오리엔탈을 방어하기 위해서, 페루 부왕령이 분리되어 리오 데 라 플라타 부왕령이 설치되면서, 부에노스아이레스는 부왕령의 수도가 되어 정식으로 개항했다. 그러나 완전한 자유 무역을 요구하는 크리올인들에게 이 조치는 불충분한 것이었으며, 스페인 정부에 대한 불만을 자극하는 계기가 되었다. 프랑스 혁명 후 유럽 전란 중에 스페인이 프랑스와 동맹을 맺자, 스페인의 적대국이 된 영국은 이 지역의 지배를 용인하지 못하고 1806년, 부에노스아이레스 침공을 시도했다. 라 플라타 부왕은 도피했고, 포르테뇨 민병대는 부왕이 없는 상태에서 영국군을 격퇴했다. 또한 1807년의 재침략도 물리쳤다. 이에 자신을 가진 포르테뇨들의 스페인에 대한 충성심은 흔들리게 되었다. 지금도 부에노스아이레스 시민을 포르테뇨(항구의 사람)라고 부르는 것은 당시 민병대의 이름에서 따 온 것이다.

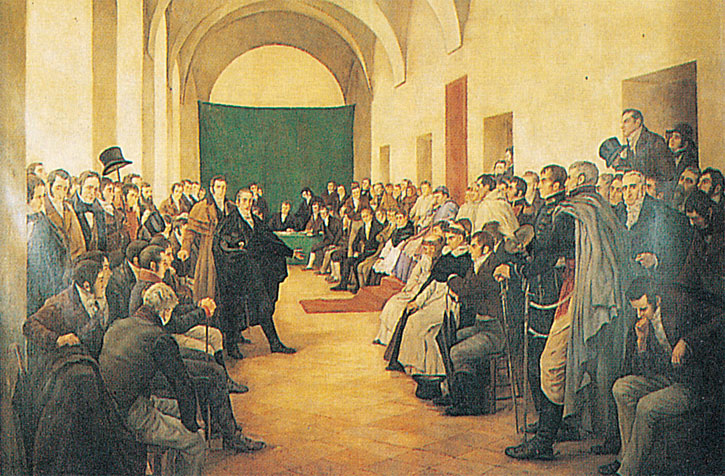
5월 혁명

1808년에 나폴레옹 보나파르트가 이끄는 프랑스가 스페인에 침공하여, 형인 조제프 보나파르트를 호세 1세로 임명하자 아메리카의 식민지는 왕에게 충성을 거부했다. 1810년 5월 25일에 5월 혁명이 발발하여 라 플라타 부왕은 포르테뇨들에 의해 추방됐고 자치 정부가 발족했다. 1816년 7월 9일 투쿠만 의회는 부에노스아이레스를 수도로 정하고 리오 데 라 플라타 연합주의 독립을 선언했다. 독립 직후 연방 동맹인 아르티가스파와의 내전이 계속되었지만, 각 주의 타협에 의해, 부에노스아이레스 주가 연합주의 외교권을 행사하기로 합의했다. 1821년 베르나르디노 리바다비아 주 내무 장관에 의해 부에노스아이레스 대학교가 설립되었다.
1825년 브라질 전쟁 중 연합주는 아르헨티나로 개명하고, 리바다비아는 부에노스아이레스 시를 부에노스아이레스 주로부터 떼어낸 연방 직할의 수도로 정하는 헌법을 공포했다. 그러나 부에노스아이레스 항을 중앙정부에 빼앗기는 것을 싫어해 반대 운동을 일으킨 연방파와 통일파 쌍방의 이해 관계로 엮여 결국 브라질 전쟁의 실패와 함께 리바다비아는 실각하고 이 헌법도 효력을 상실했다.
1835년, 로사스가 부에노스아이레스 주의 주지사로 선출되었다. 로사스는 가우초보다 능숙한 승마 실력 때문에, 흑인이나 도시 하층민·가우쵸·인디오로부터 압도적인 지지를 얻었다. 로사스 시대에는 로사시트라고 불리는 로사스파가 거리를 장악하여, 거리에는 로사스의 초상화와 로사스가 좋아한 연방파의 적색으로 가득 찼다. 또 비밀경찰이 시민을 감시하여, 많은 자유주의자가 칠레의 산티아고를 통해 국외로 망명하였다. 그러나 1852년, 연방파에서 로사스의 심복이었던 후스트 호세 데 우르키사가 브라질, 우루과이와 동맹을 맺고 엔트레 리오스 주에서 로사스에 대해 반기를 들었다. 1852년 2월 3일 부에노스아이레스 교외의 카세이로스의 언덕(현재는 시로 승격)에서 로사스는 우르키사를 맞아 전쟁을 벌였고, 우르키사군에 패하면서 영국으로 망명하여 로사스는 실각했다.

### 근현대사

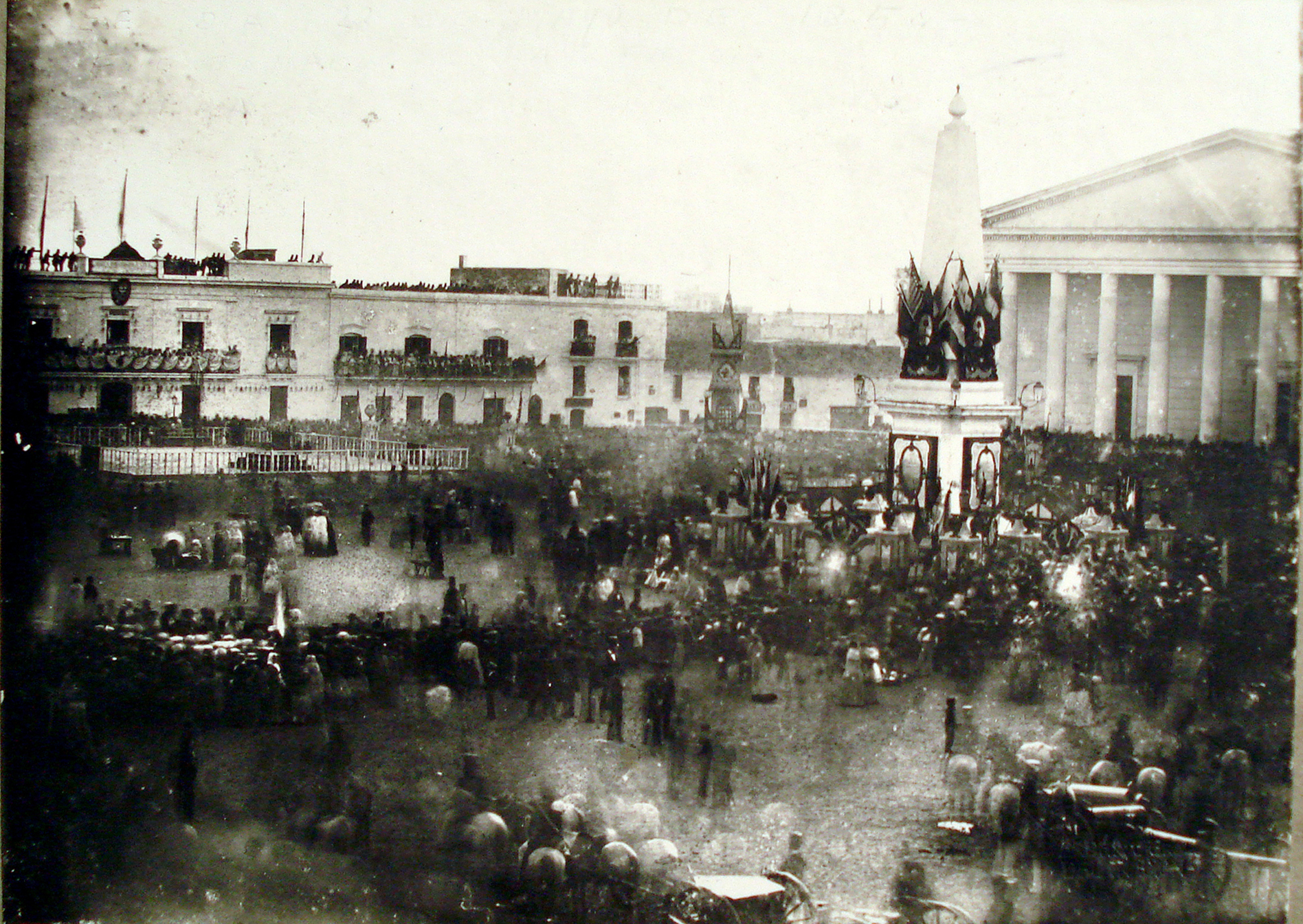
1854년 연방 헌법 선포

우르키사는 연방주의를 체제화했고, 후안 바우티스타 알 베르디가 기초한 1853년 헌법을 연방의 헌법으로 제정해 같은해 아르헨티나 연방의 성립을 선언했지만, 부에노스아이레스 주는 연방파의 지배를 싫어했기 때문에, 연방은 엔트레 리오스주의 파라나에 수도를 두었다. 이후 연방과 부에노스아이레스의 싸움이 반복되었지만, 1862년 11월 주지사 바르트로메 미트레가 우르키사를 바폰 전투에서 패퇴시킴으로써, 부에노스아이레스가 연방을 병합하는 형태로 통일을 이루면서 아르헨티나 공화국의 성립이 선언되었다.
미트레는 당시 아르헨티나의 자유주의자로 유럽을 숭배하고, 가우초, 인디오, 흑인을 야만스러운 것으로 여기고, 혐오하였다. 이러한 자유주의자가 정권을 잡은 이래 부에노스아이레스에서 흑인은 사라져 가게 된다. 1865년에 아르헨티나 첫 인구 조사를 했을 때, 전 인구 165만명 중 2만명 정도가 흑인이었지만, 1864년에 파라과이의 로페스가 삼국 동맹 전쟁을 일으키자, 대규모의 흑인이 징병되었다. 1871년에 황열병이 유행하여, 흑인 사회에 치명적인 피해를 주었으며, 얼마되지 않는 흑인도 우루과이 등 주변국으로 출국하였다.
1880년에 부에노스아이레스 주의 반대를 무릅쓰고 부에노스아이레스 시가 분리되어 부에노스아이레스는 연방 직할구가 되면서, 정식으로 아르헨티나의 수도가 되었다. 또, 현재의 카사 로사다가 대통령부가 되었다. 자유주의 정권은 아르헨티나 발전을 목표로 삼아 유럽으로부터 많은 백인 이민자를 받아들였다. 라이추엘로강 하구의 항구에 접한 라 보카 지구에서는 이탈리아계 이민이 많이 모여들었고, 그들에 의해서 탱고가 발달했다. 또 수출 경제의 발전과 함께 아르헨티나에는 광대한 철도망이 건설되어 국내의 모든 철도가 부에노스아이레스의 레티로 역에 도착했다.
1911년에는 스페인어권 및 남반구 첫 지하철(A선)이 5월 광장에서 시내 서부 방면으로 개통되었다. 1920년대 이후는 아르헨티나의 부를 반영하는 아메리카 대륙 최대 규모의 도시로 성장하자 내륙부의 여러 주에서 인구 이동이 증가하여, 도시에 진입하지 못한 인구가 교외에 거대한 슬럼가(비쟈스 미세리아스)를 형성하게 되었다.

## 인문

### 인구
식민지 시대인 1726년에는 2,200명이였다가 1800년에 45,000명으로 불어났다. 2001년 인구 조사에서 12,129,819명의 인구가 시내와 주변 31개의 구에 거주하는 것으로 밝혀졌으며, 이는 아르헨티나 전체 인구 중 3명 중 1명에 해당하는 인구 비율이다. 부에노스아이레스의 인구 밀도는 13,680명/km2로, 외곽 지역의 2,400명/km2와 비교하면 5.7배에 해당하는 수치이다. 도시의 인종 구성도 88.8%가 백인이며, 메스티소는 7%, 아시아 계열은 2% 그리고 흑인은 1%를 차지한다.
인구 조정도 저출산과 외곽 지역으로의 느린 이주 때문에 1947년 이후로 300만 밖에 이루어지지 못했다. 이에 반해 시외 지역은 그 이후로 5배의 인구 팽창이 되었다.
2001년 인구 조사에서는 부에노스아이레스의 인구 노령화 현상을 보여주었다. 15세 미만의 인구가 17%이고, 60세 이상의 인구는 22%에 달하며, 이는 대부분의 유럽 도시와 같은 전형적인 노령화의 양상을 보이는 것이다. 이것은 15세 미만 인구가 28% 그리고 60세 이상이 14% 이상에 이르는 아르헨티나 전체보다 훨씬 심각한 수치이다.
도시 거주 인구의 2/3가 아파트 건축에 거주를 하며, 30%는 핵가족이었으며, 4%는 단독 건물에 입주를 하여 살고 있다. 소득 수치에서는 도시의 빈곤율은 2007년 기준으로 8.4%에 달하며, 메트로 전체 지역을 포함할 경우 20.6%에 이른다.

### 이주민

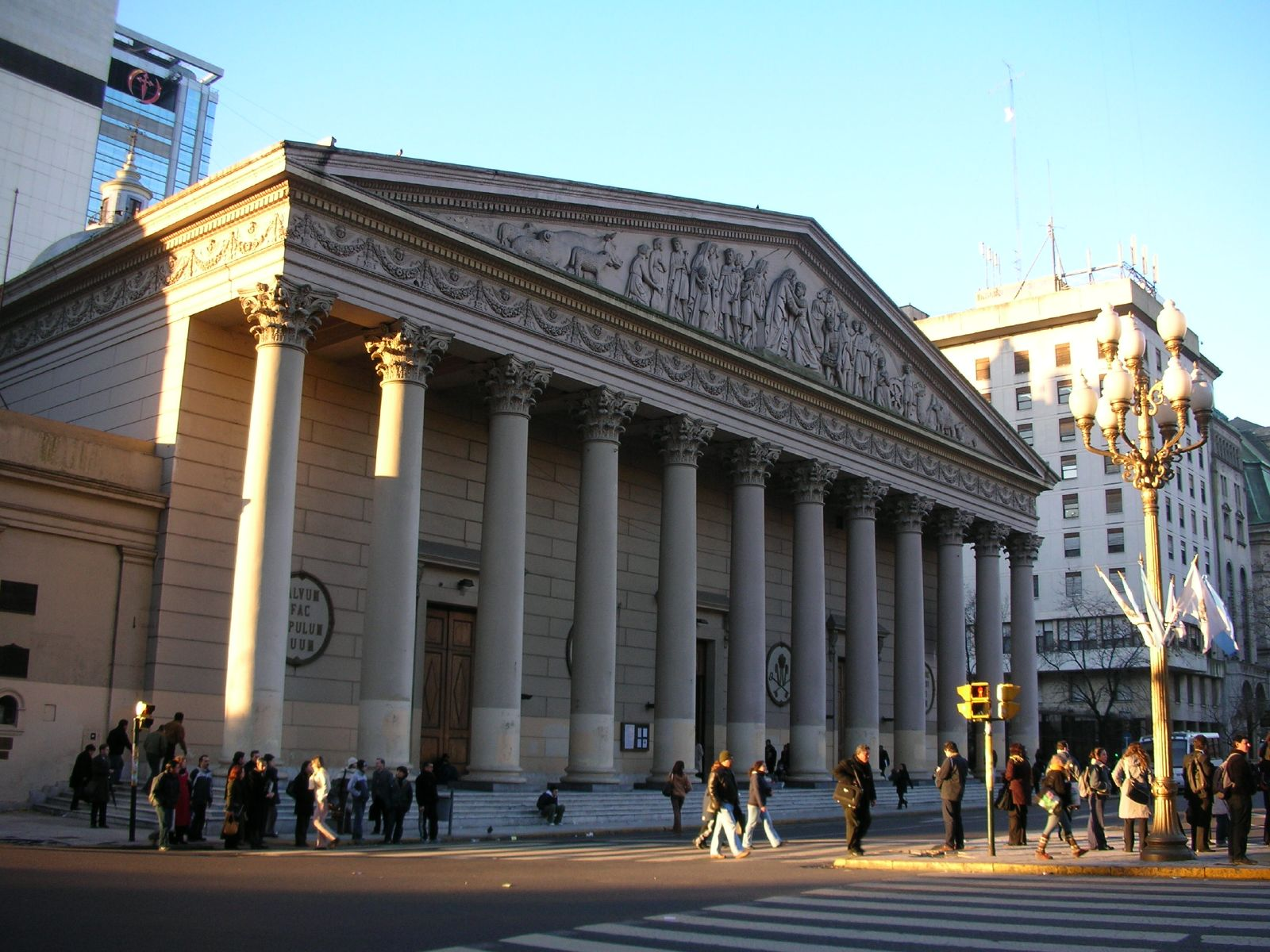
메트로 폴리탄 대성당

2004년 이후로 많은 수의 미국과 영국인들이 부에노스 아이레스로 이주하였다. 이것은 낮은 생활비에 기인하며, 이들 중 많은 이들이 중소규모의 사업체나 식당 등을 개업하였다.

### 종교
대부분의 거주민들은 로마 가톨릭교회 소속 기독교인이다. 그외에도 여러 가지 소수 종교들이 있다.

## 정치
시장은 행정의 장으로 4년마다 60명의 시의회 의원과 함께 직선제에 의해 선출된다.

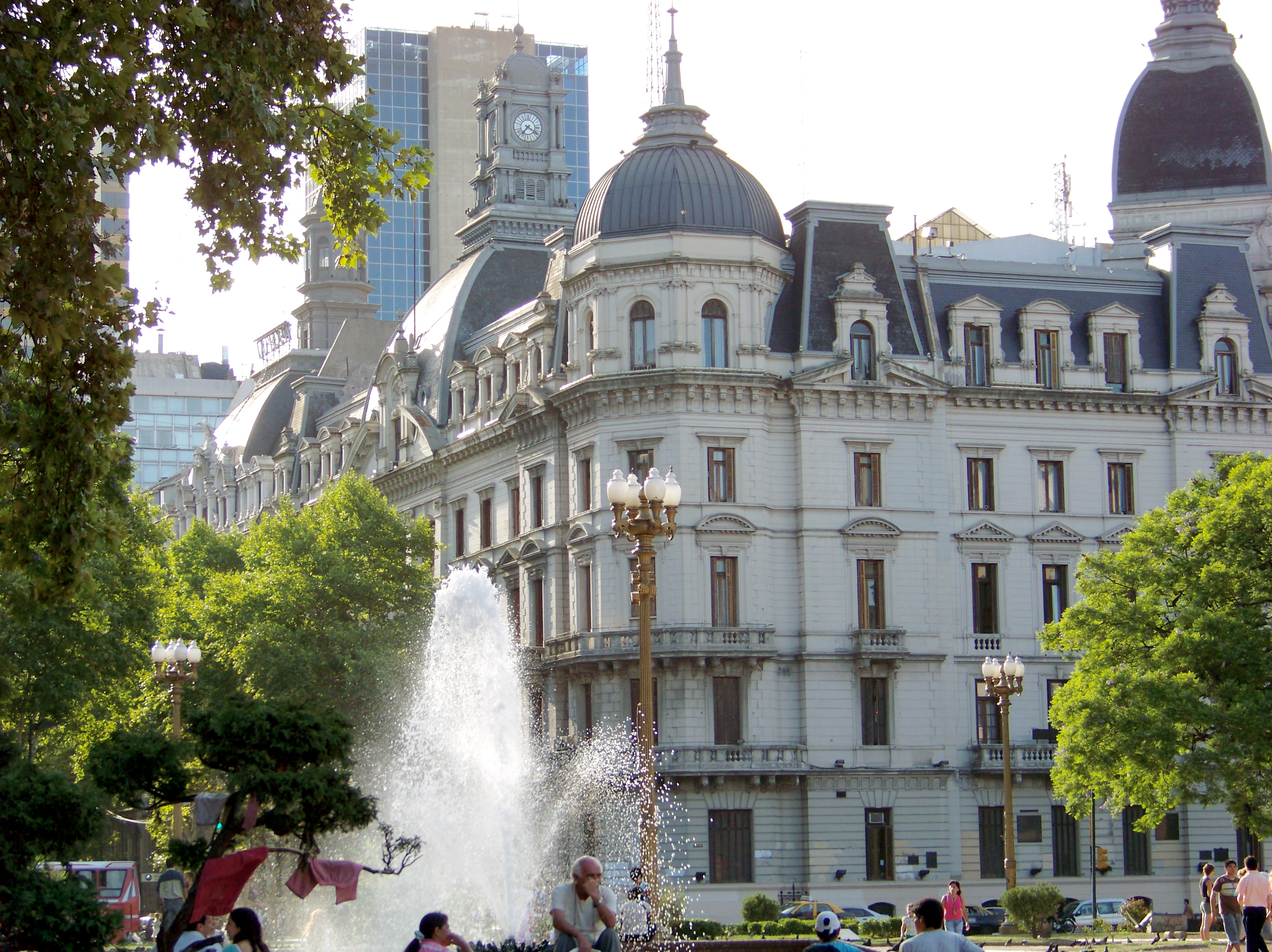
부에노스 아이레스 시청
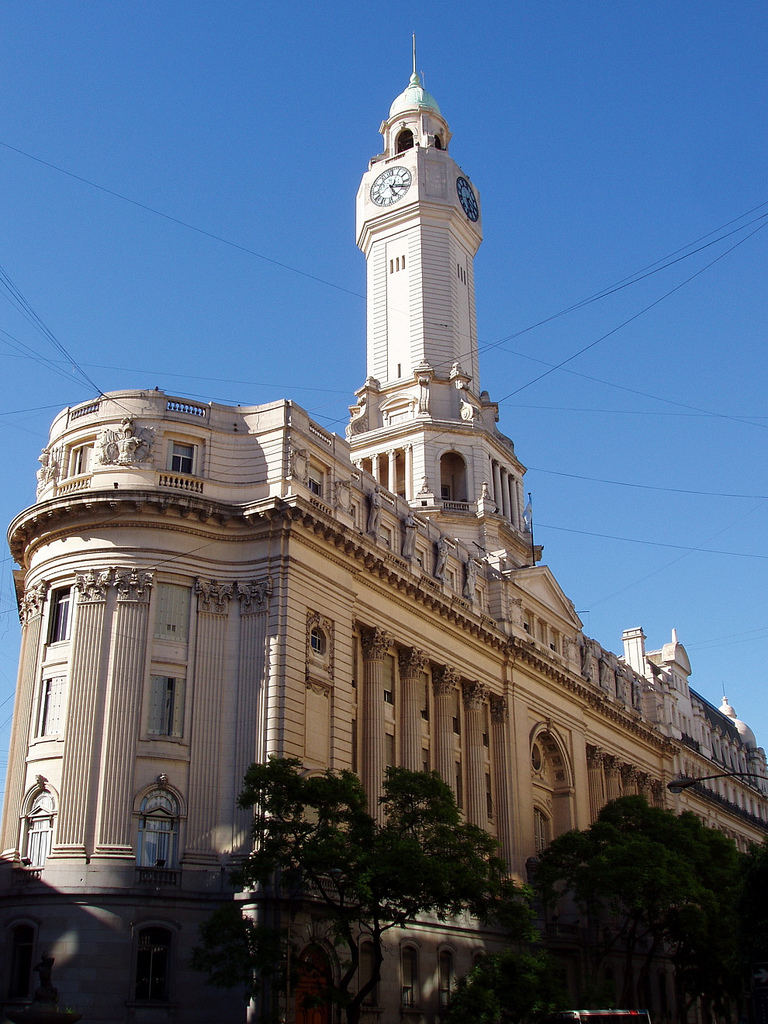
시 의회
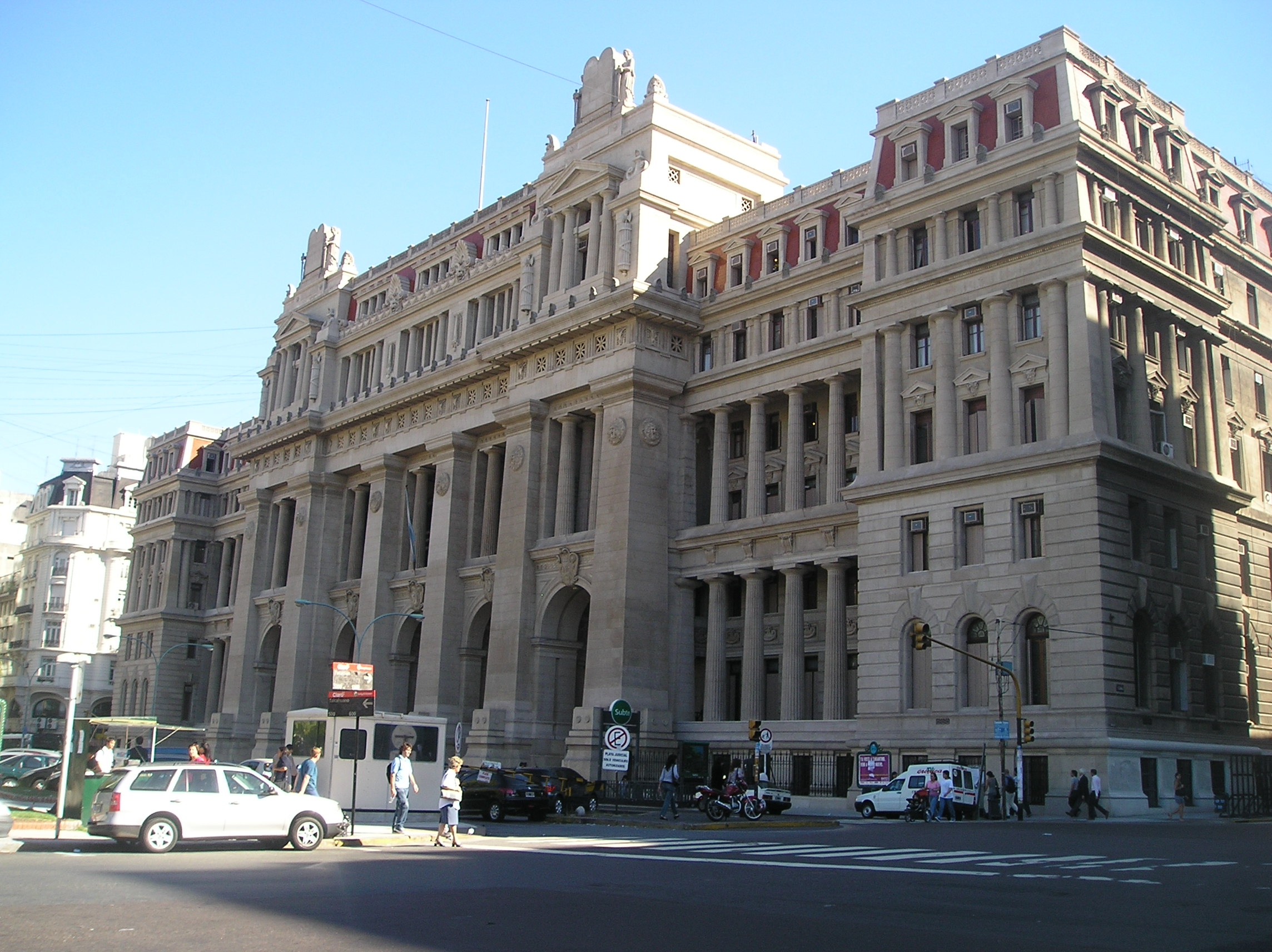
사법궁
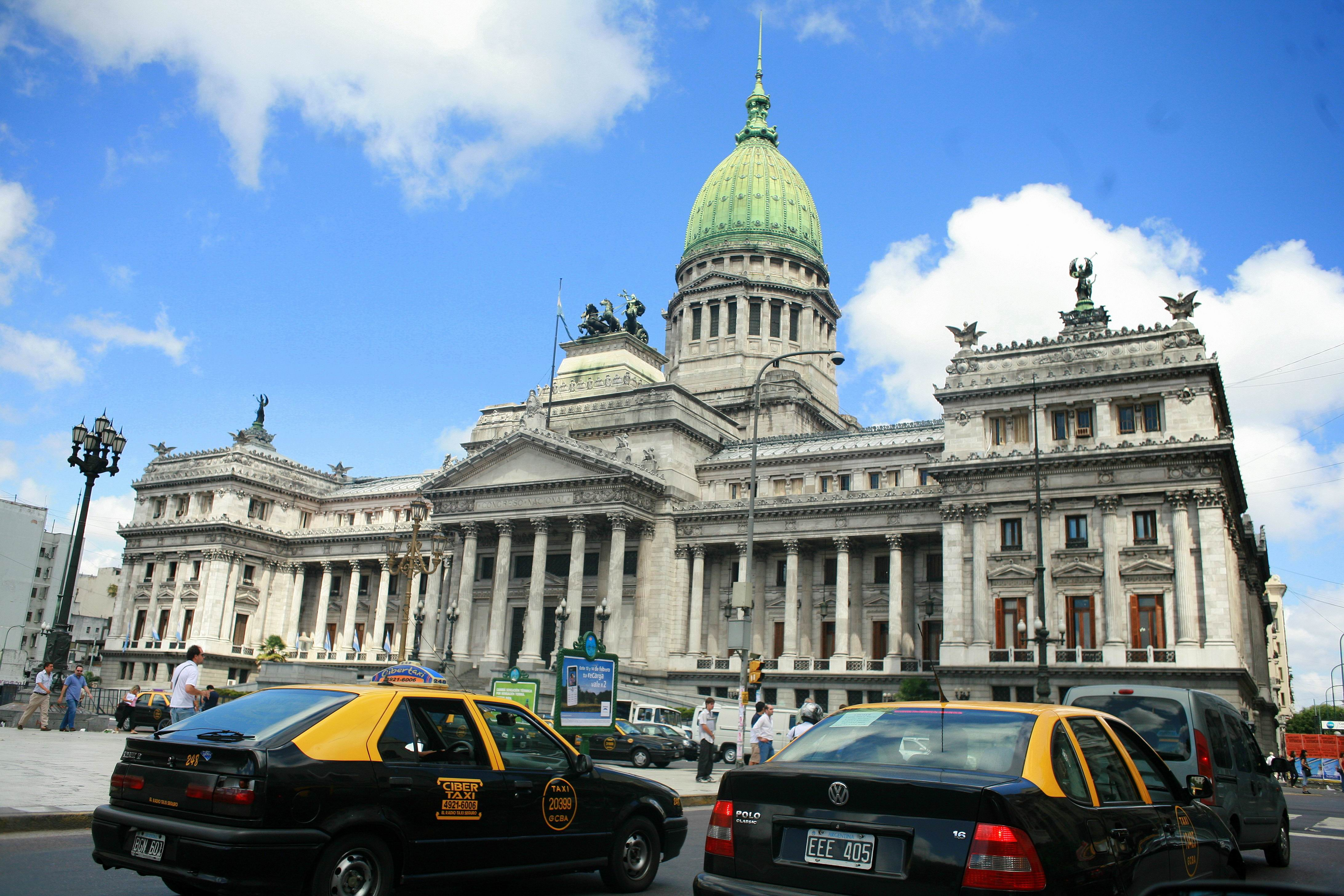
아르헨티나 의회

## 지리
부에노스아이레스의 경계는 라플라타강에 의해 동부와 북동부로 구분된다. 남부와 동남부는 리아추엘로에 의해 구분되며, 북서쪽과 서부 그리고 남서부는 24km의 아베니다 헤네랄 파스 고속도로로 구분이 된다.
부에노스아이레스는 팜파스 지역에 위치하고 있으며, 부에노스아이레스 생태 구역이나 호르헤 뉴베리 공항이나 푸에르토 마데로, 라 보카와 같은 지역은 세계에서 가장 큰 강 중 하나인 라플라타강의 해안선을 따라 지었다.

## 기후
부에노스아이레스는 온난 습윤 기후 (쾨펜의 기후 구분에 의해 Cfa)이다. 고온 다습한 아열대 기후로 연평균 기온은 17.6 °C, 년 강수량은 1,147 mm 정도이다. 연 중 비가 꾸준히 오며, 강풍이 보통 동반된다.
부에노스아이레스 중심지에서 기록된 최저 기온은 1918년 7월 29일 −5.4 °C이며, 최고 기온은 1957년에 기록된 43.3 °C이다. 최강 최근의 눈이 내린 기록은 최근들어 가장 낮은 온도를 기록한 2009년 7월 9일이다. 당시 이곳에는 엄동설한과 블리자드가 아르헨티나를 강타했다. 이것은 1918년 6월 22일 이후로 89년만에 최초로 기록된 제대로 된 눈이었다.
| 부에노스아이레스의 기후                                                | 부에노스아이레스의 기후 | 부에노스아이레스의 기후 | 부에노스아이레스의 기후 | 부에노스아이레스의 기후 | 부에노스아이레스의 기후 | 부에노스아이레스의 기후 | 부에노스아이레스의 기후 | 부에노스아이레스의 기후 | 부에노스아이레스의 기후 | 부에노스아이레스의 기후 | 부에노스아이레스의 기후 | 부에노스아이레스의 기후 | 부에노스아이레스의 기후 |
| 월                                                                     | 1월                     | 2월                     | 3월                     | 4월                     | 5월                     | 6월                     | 7월                     | 8월                     | 9월                     | 10월                    | 11월                    | 12월                    | 연간                    |
| ---------------------------------------------------------------------- | ----------------------- | ----------------------- | ----------------------- | ----------------------- | ----------------------- | ----------------------- | ----------------------- | ----------------------- | ----------------------- | ----------------------- | ----------------------- | ----------------------- | ----------------------- |
| 역대 최고 기온 °C (°F)                                                 | 43.3 (109.9)            | 38.0 (100.4)            | 38.9 (102.0)            | 36.0 (96.8)             | 31.6 (88.9)             | 28.5 (83.3)             | 30.2 (86.4)             | 34.4 (93.9)             | 35.3 (95.5)             | 36.3 (97.3)             | 36.8 (98.2)             | 40.5 (104.9)            | 43.3 (109.9)            |
| 일평균 최고 기온 °C (°F)                                               | 30.1 (86.2)             | 28.9 (84.0)             | 27.0 (80.6)             | 23.2 (73.8)             | 19.4 (66.9)             | 16.4 (61.5)             | 15.5 (59.9)             | 17.9 (64.2)             | 19.7 (67.5)             | 22.6 (72.7)             | 26.0 (78.8)             | 29.0 (84.2)             | 22.9 (73.2)             |
| 일일 평균 기온 °C (°F)                                                 | 24.9 (76.8)             | 23.8 (74.8)             | 22.0 (71.6)             | 18.2 (64.8)             | 14.8 (58.6)             | 12.0 (53.6)             | 11.0 (51.8)             | 13.0 (55.4)             | 14.9 (58.8)             | 17.9 (64.2)             | 20.9 (69.6)             | 23.6 (74.5)             | 18.1 (64.6)             |
| 일평균 최저 기온 °C (°F)                                               | 20.2 (68.4)             | 19.4 (66.9)             | 17.7 (63.9)             | 14.1 (57.4)             | 11.1 (52.0)             | 8.4 (47.1)              | 7.5 (45.5)              | 8.9 (48.0)              | 10.6 (51.1)             | 13.4 (56.1)             | 16.1 (61.0)             | 18.5 (65.3)             | 13.8 (56.8)             |
| 역대 최저 기온 °C (°F)                                                 | 5.9 (42.6)              | 4.2 (39.6)              | 2.8 (37.0)              | −2.3 (27.9)             | −4.0 (24.8)             | −5.3 (22.5)             | −5.4 (22.3)             | −4.0 (24.8)             | −2.4 (27.7)             | −2.0 (28.4)             | 1.6 (34.9)              | 3.7 (38.7)              | −5.4 (22.3)             |
| 평균 강수량 mm (인치)                                                  | 134.4 (5.29)            | 129.3 (5.09)            | 120.0 (4.72)            | 130.3 (5.13)            | 93.5 (3.68)             | 61.5 (2.42)             | 74.4 (2.93)             | 70.3 (2.77)             | 80.6 (3.17)             | 122.9 (4.84)            | 117.6 (4.63)            | 122.8 (4.83)            | 1,257.6 (49.51)         |
| 평균 강수일수 (≥ 0.1 mm)                                               | 8.9                     | 8.0                     | 8.2                     | 8.9                     | 7.2                     | 7.3                     | 7.4                     | 7.0                     | 7.4                     | 10.2                    | 8.9                     | 8.9                     | 98.3                    |
| 평균 상대 습도 (%)                                                     | 64.6                    | 69.1                    | 72.0                    | 75.6                    | 78.7                    | 78.2                    | 77.0                    | 72.6                    | 69.5                    | 69.4                    | 65.3                    | 62.8                    | 71.2                    |
| 평균 월간 일조시간                                                     | 272.8                   | 223.2                   | 217.0                   | 168.0                   | 158.1                   | 135.0                   | 142.6                   | 170.5                   | 180.0                   | 204.6                   | 246.0                   | 266.6                   | 2,384.4                 |
| 평균 일일 일조시간                                                     | 8.8                     | 7.9                     | 7.0                     | 5.6                     | 5.1                     | 4.5                     | 4.6                     | 5.5                     | 6.0                     | 6.6                     | 8.2                     | 8.6                     | 6.5                     |
| 출처: 아르헨티나 국립기상청 (평년값: 1991년~2020년, 극값: 1906년~현재) |                         |                         |                         |                         |                         |                         |                         |                         |                         |                         |                         |                         |                         |

## 행정 구역

부에노스아이레스의 바리오

부에노스아이레스는 가톨릭 교구에서 비롯된 48개의 바리오(Bario)로 구분되어 있다. 몇 개의 바리오는 코무나스(comunas)라 불리는 자치구를 구성하고 있다.
코무나스(comunas)는 부에노스아이레스를 이루는 단위 행정구역으로 가장 작은 규모의 자치구를 가리킨다. 각각의 코무나스는 투표에 의해 선출된 대의원을 보유하고 있다. 다음과 같이 몇 개의 바리오가 모여 모두 15개의 코무나스를 이루고 있으며, 숫자로 구분된다.

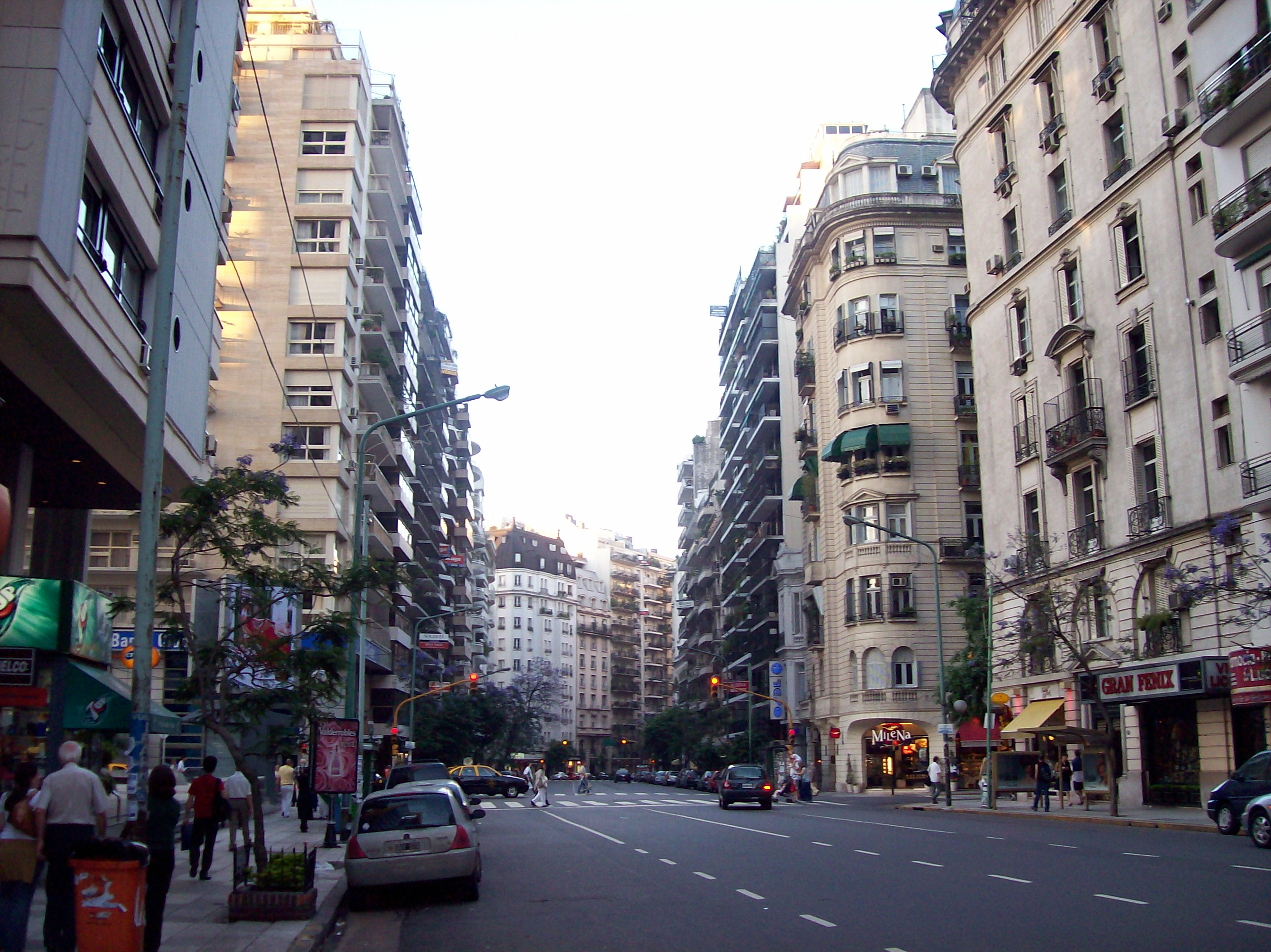
두번째 밀집 지역인 레콜레타
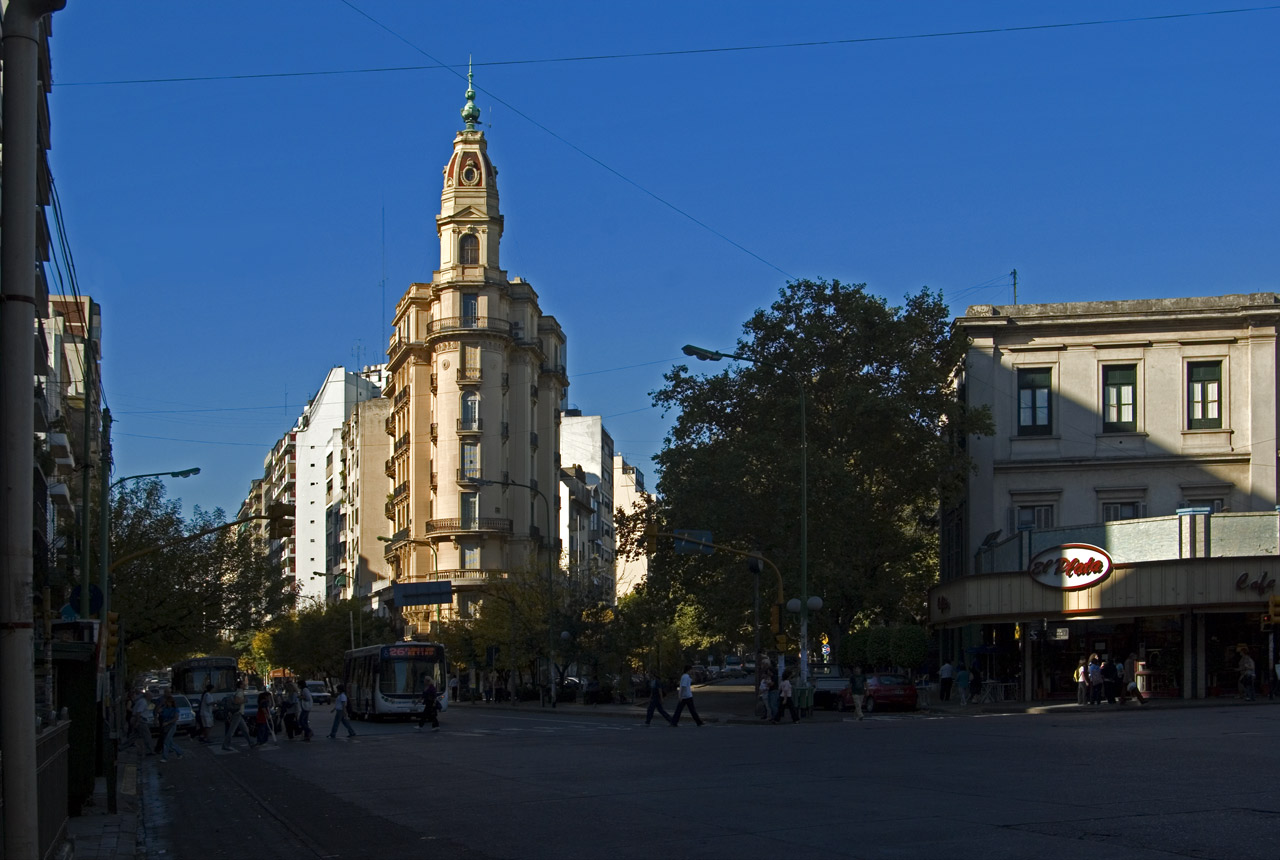
세번째 인구 밀집 지역인 카바지토

## 경제
부에노스 아이레스는 아르헨티나 인구 3명 중 1명이 사는 중심 답게 경제·산업·상업·문화의 허브이기도 하다. 라플라타강을 따라 남미에서 가장 분주한 관문의 하나로, 브라질·우루과이·파라과이 등과 연결된다. 결과적으로 이곳은 남미 대륙의 물류의 중심지로서의 역할을 한다.
2008년, 프라이스 워터 하우스 코퍼스의 조사에 의하면, 부에노스아이레스의 도시 GDP는 3620억 달러이며, 세계 제 13위로, 남미에서는 상파울루에 이어 제2위에 달한다.

## 문화
유럽 문화의 영향을 강하게 받은 탓으로 부에노스아이레스는 "남미의 파리"라는 애칭을 얻었다. 부에노스 아이레스는 세계적으로 유명한 테아트로 콜론이 있다. 이곳에는 심포니 오케스트라와 합창단이 있다. 이 근방은 역사와 미술, 현대 미술, 대중 예술, 조각, 장식, 종교 예술, 극장과 대중 음악, 유명한 예술가, 작가, 작곡가 등이 몰려 있는 곳이다. 또한 이곳에는 수백개의 서점과 도서관 그리고 문화 센터 등이 밀집해 있어 가끔씩 "책의 도시"로도 불리기도 하며, 라틴 아메리카에서 가장 성업중인 극장의 밀집 지역이기도 하다.

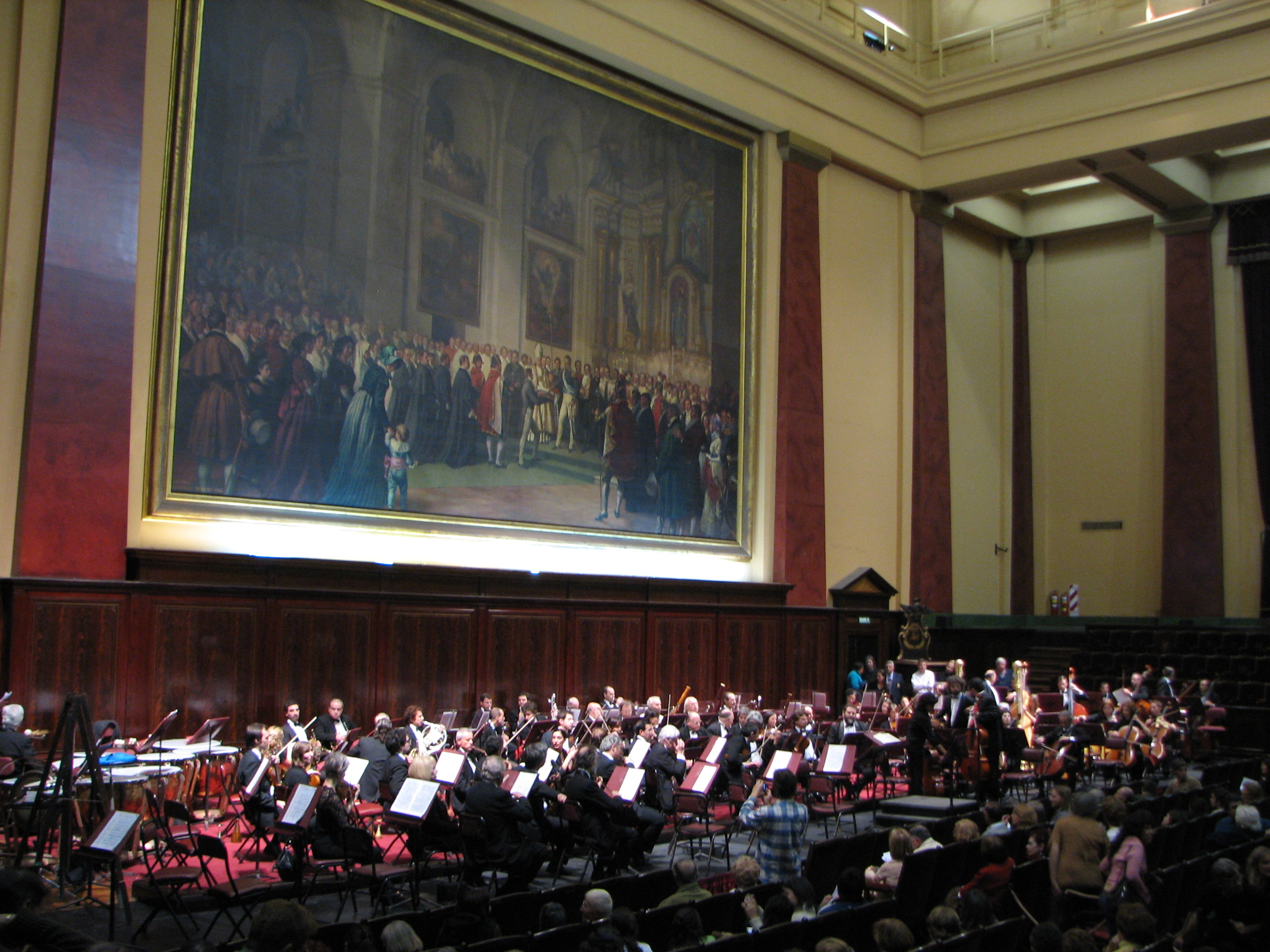
아르헨티나 국립 오케스트라

### 언어
에스파뇰 리오플라텐세(español rioplatense) 라고 불리는 부에노스아이레스식 스페인어는 라플라타강 유역을 따라 우루과이 등지에서 흔히 접할 수 있으며, 다양한 문맥에서 발견되는 '보세오(voseo)', '예이스모(yeísmo)'와 같은 s 기식음이 특징적이다. 이것은 원래 안달루시아와 스페인 남동부의 무르시아 지방의 방언으로 이것에 지대한 영향을 받았다.
20세기 초반에 아르헨티나는 수 많은 이민자들을 받아들였으며, 그 중 대다수는 이탈리아 계로 나폴리와 시칠리아 그리고 제노바 등지에서 온 사람들로 그곳의 방언을 사용하는 사람들이었다. 이들의 스페인어 채택 과정에서 이탈리아와 스페인 방언의 혼합어가 생겨났는데, 이것을 코콜리체라고 불렀으며, 1950년대 말부터 점차 소멸되기 시작했다.
많은 스페인계 이민자들이 갈리시아 지방에서 왔으며, 이들 스페인계 사람들은 아직도 '가예고스(gallegos)'로 불리고 있다. 이들 갈라시아 방언은 요리와 문화 등에 많은 영향을 끼쳤으며, 20세기의 주요 도시에서도 흔히 발견된다.

### 탱고

탱고 댄서

탱고는 부에노스아이레스 외곽 지역에서 탄생한 음악이다. 가장 잘 알려진 곳은 후닌 이 라바예(Junín y Lavalle)와 아라발레스(arrabales) 빈민 거주지이다. 그 선풍적인 율동은 1920년대 파리지앵 상류 사회에 채택되기 전까지는 존중받지 못했지만, 그 후로 전 세계에 확산되었다.
탱고는 아르헨티나와 우루과이 그리고 세계의 각 지역과 시대에 따라 다양한 형태가 존재한다. 사람들이 모인 장소나 의상과 같은 많은 문화적 요소에 따라 발전되었다. 그 형태는 대부분 팔로 상대방을 멀찍이 껴안고 춤을 추면서 리드를 하거나 따라서 춤을 추거나 또는 밀착을 해서 껴안고 가슴과 가슴을 맞대고 춤을 추는 형식이다.
초기의 탱고는 《탱고 크리올로》 또는 《탱고》라고 알려졌었다. 오늘날에는 많은 탱고의 유형들이 발전을 했다. 《아르헨티나 탱고》나 《우루과이 탱고》, 《무도회 탱고》(미국 또는 국제적인 스타일의), 《핀란드 탱고》, 《고전 탱고》와 같이 다양한 탱고가 존재한다.

### 영화
부에노스아이레스에 최초로 영화가 등장한 것은 1896년이다. 부에노스아이레스는 1897년 프랑스인 카메라 감독이었던 〈외젠 피(Eugene Py)〉가 탱고를 주제로 감독한 선구적 영화 《La Bandera Argentina》 이후 100년동안 아르헨티나는 영화 산업의 중심지가 되어왔다. 그 이후로 무려 2000 편 이상에 이르는 영화가 이곳에서 제작되었고, 그것들 중 대다수는 제목에 도시 이름을 붙였다. 《I Was Born in Buenos Aires》 (1959), 《Buenas noches, Buenos Aires》 (1964), 《Buenos Aires a la vista》 (1950) 등이 대표적인 작품들이다.
1930년 이후로 이 도시에서 제작된 영화는 탱고 음악 문화와 결합되어 있다. 많은 영화에서 탱고 연주자들을 주연으로 삼았다. 《우고 델 카릴》(Hugo del Carril), 《티타 메레요》(Tita Merello), 《카를로스 가르델》(Carlos Gardel) 그리고 《에드문도 리베로》(Edmundo Rivero) 등이 대표적인 주연들이었다.

## 관광
세계 여행협회(World Travel & Tourism Council)에 따르면 아르헨티나의 관광산업은 2002년 이후로 지속적인 성장을 하고 있다. GDP에서 관광이 차지하는 비율은 2010년 7.3%에서 2020년 경에는 8.4%로 증가할 것으로 추정되었다. 또한 2008년 발간된 여행 잡지인 《Travel + Leisure》의 조사에 의하면 부에노스아이레스는 이탈리아 피렌체에 이어 세계에서 가장 가보고 싶은 곳으로 손꼽혔다.
주요 관광지로서는 《콜론 극장》, 《레콜레타 묘지》, 《신 니트》 등이 있다. 《플로리다 거리》, 《러버 제이 거리》는 관광객들이 항상 넘쳐나 활기차며, 산텔모 지구에는 《바 스르》, 《엘 비에호 아르마센》 등의 많은 탱고 바가 있어, 인기 있는 지역이다. 일찍이 로사스의 사저가 있던 장소는 카세이로스의 싸움의 날을 기념하여, 사르미엔트에 의해 《2월 3일 공원》(팔레르모 공원)으로 개장되어 현재는 포르테뇨의 휴식공간으로 사랑을 받고 있다.
|  |  |  |

### 유명한 거리

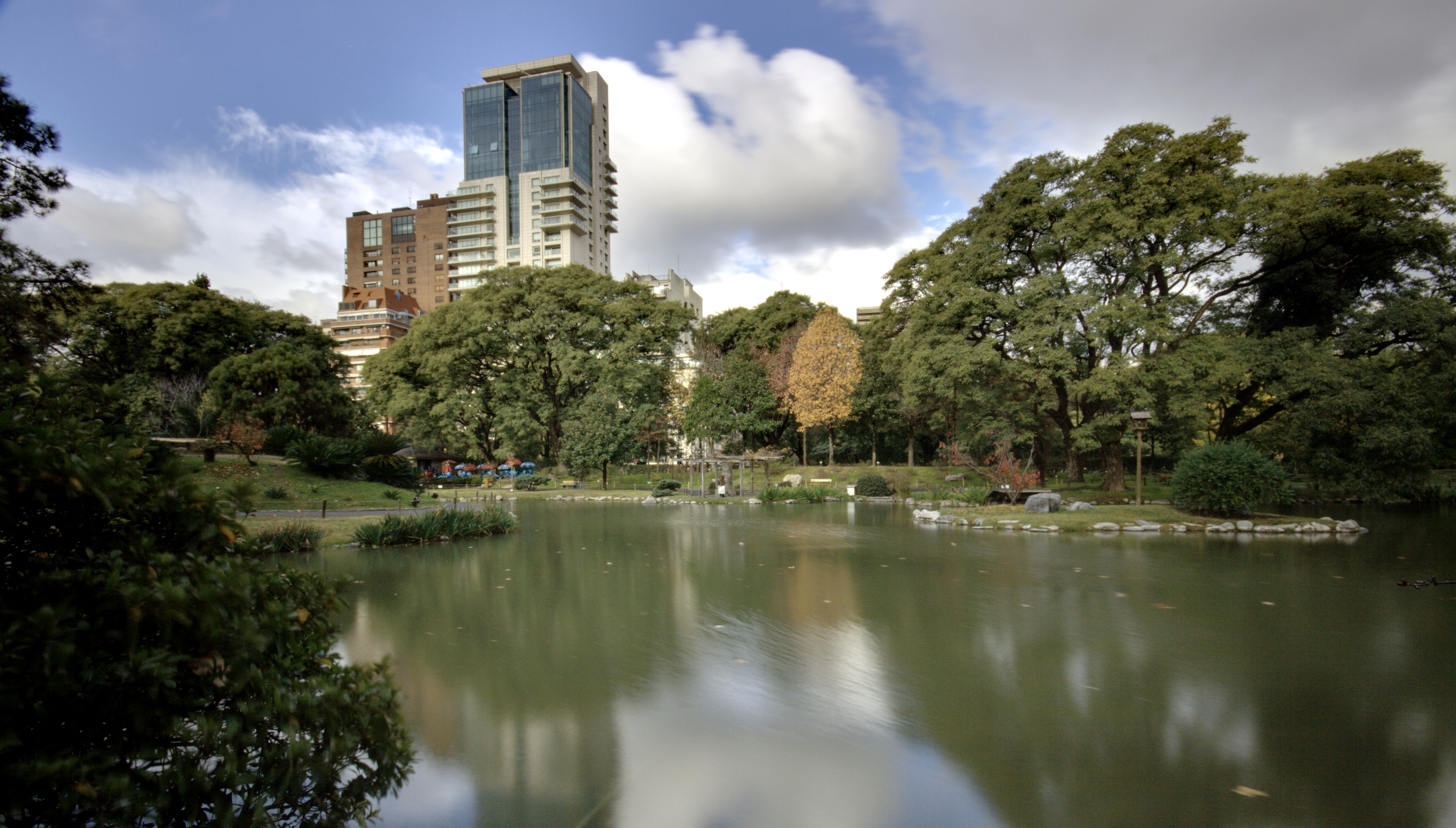
일본 정원

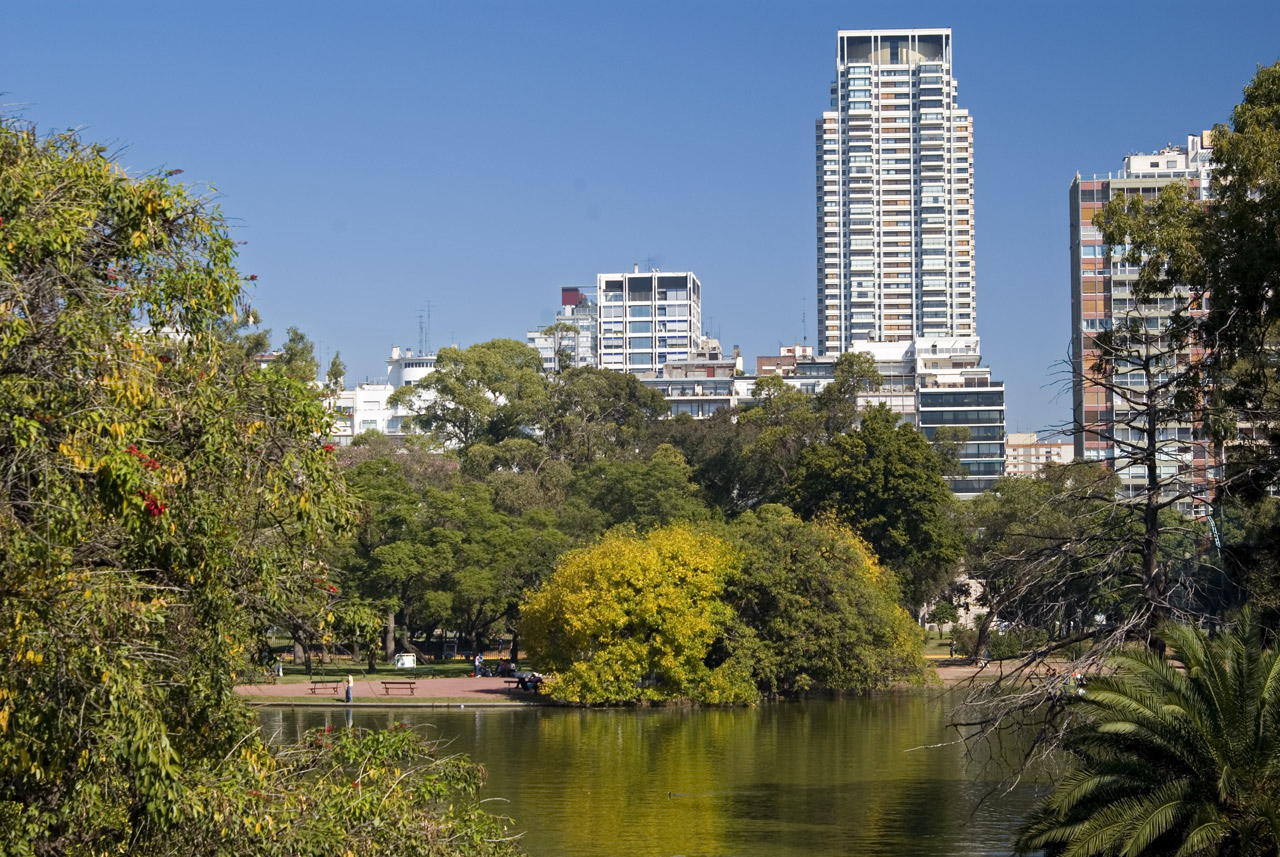
장미 정원 호수

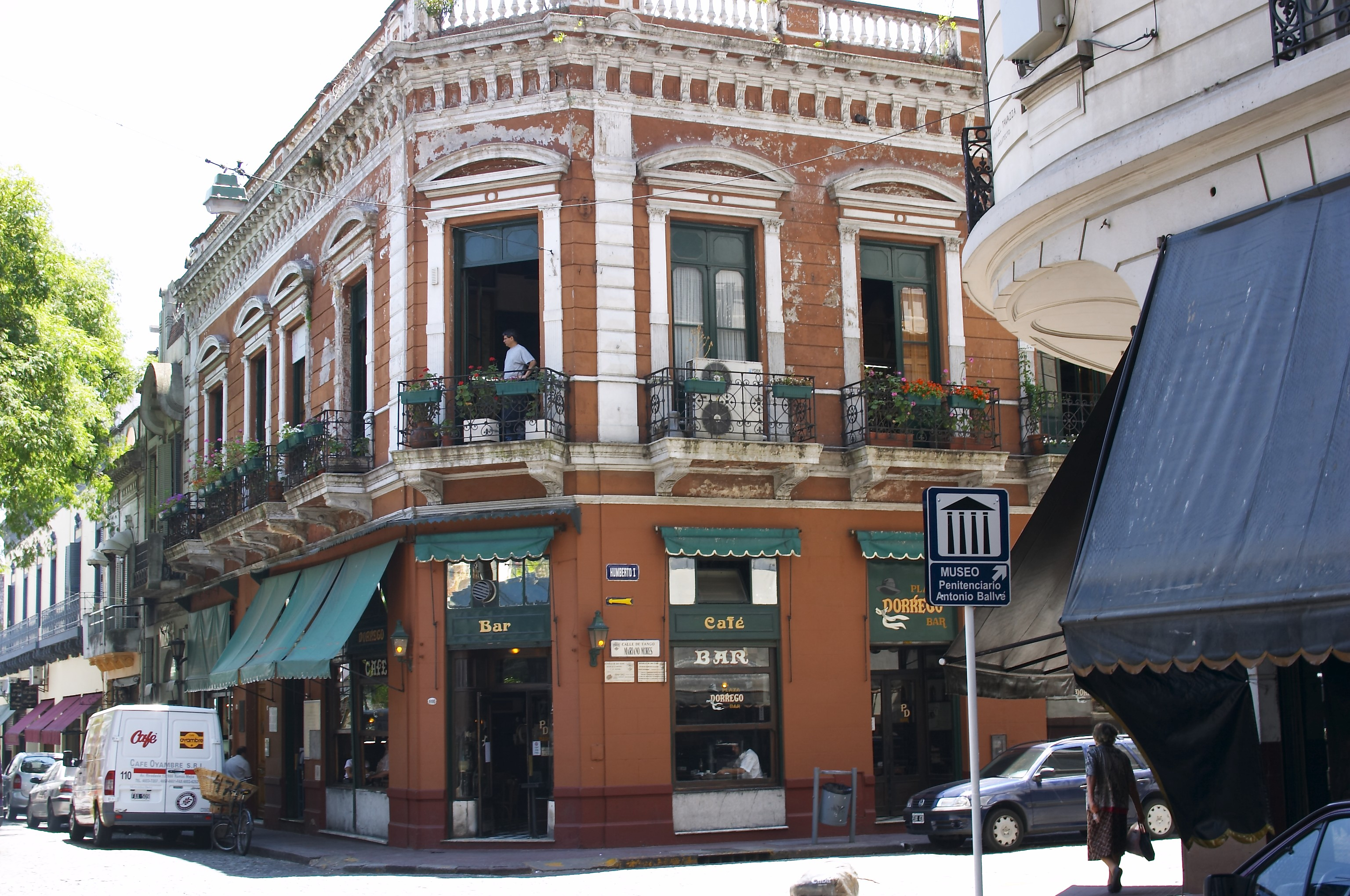
보헤미안 산텔모

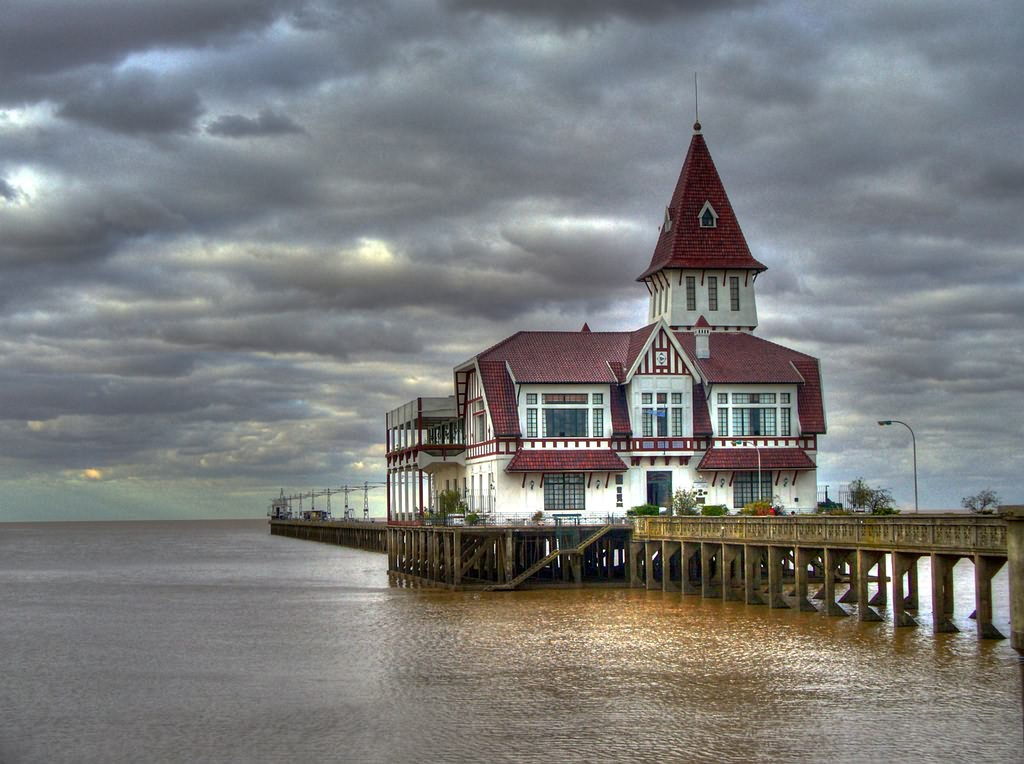
라플라타강 선착장

아베니다(Avenida)는 큰 거리라는 의미로, 도시를 방사상으로 길게 가로지르고 있다. 유명한 거리에는 다음과 같은 것들이 있다.
- 아베니다 알베아르 (Av. Alvear) : 레콜레타의 상류층 지역을 가로지르는 거리로써, 5성급 호텔들과 각국 대사관, 고급 주택가가 밀집해 있다.
- 카미니토 (Caminito) : 지역 예술가 베니토 킨켈라 마르틴(Benito Quinquela Martín)에 의해 다채로운 색상으로 복원된 거리.
- 리베르타도르 거리 (Av. del Libertador) : 북서쪽의 산페르난도까지 이어지는 25 km의 거리로서, 중심가와 상류층 지구를 연결하며 많은 유명 박물관, 공원 등이 지나는 거리이다.
- 마요 거리 (Av. de Mayo) : 아르누보, 신고전주의 또는 절충주의 양식의 복잡하고 기묘한 양식의 건축물이 모여 있어 마드리드나 바로셀로나, 파리 등지의 건물들과 종종 비교되는 거리이다.
- 플로리다 거리 (Calle Florida) : 도보 전용 거리로서 패션 중심가이다.
- 7월 9일 거리 (Av. 9 de Julio) : 세계에서 가장 넓은 거리이며, 아르헨티나 독립기념일(7월 9일)에서 이름을 딴 거리이다.

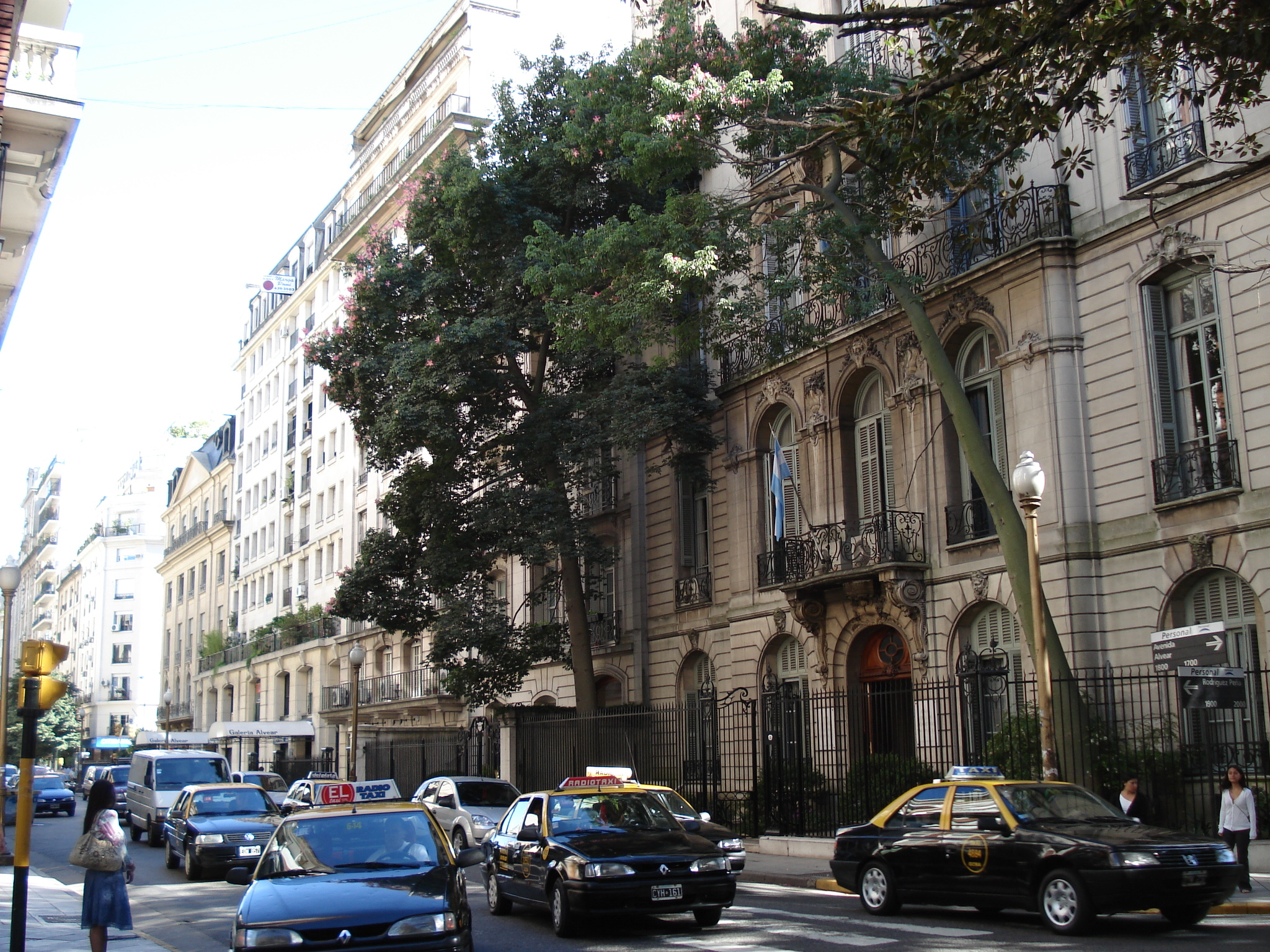
알베아르 거리
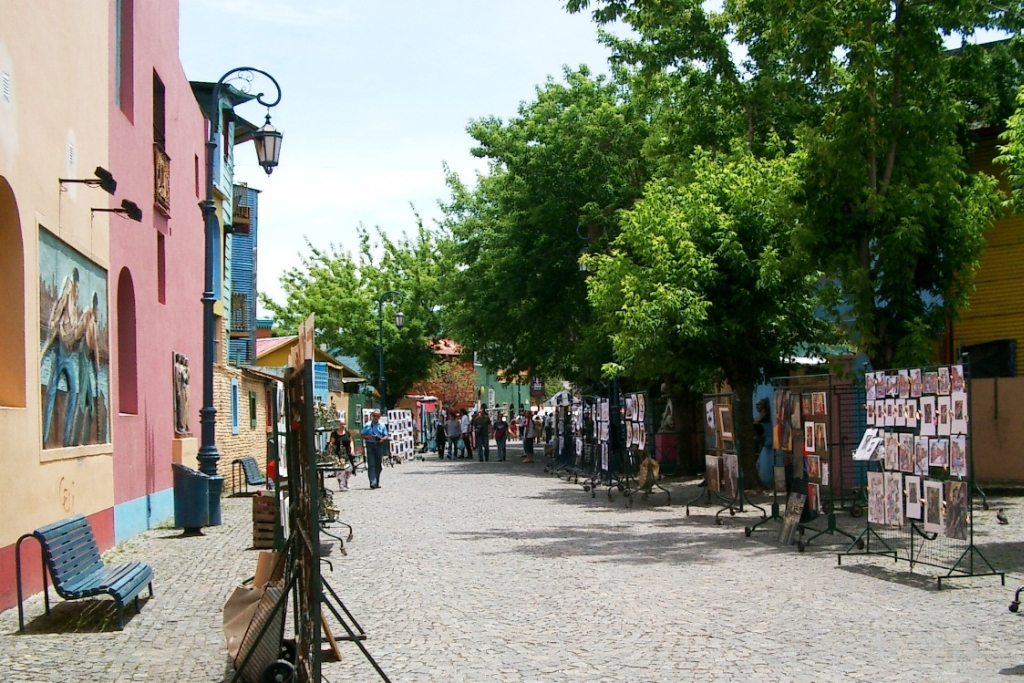
카미니토
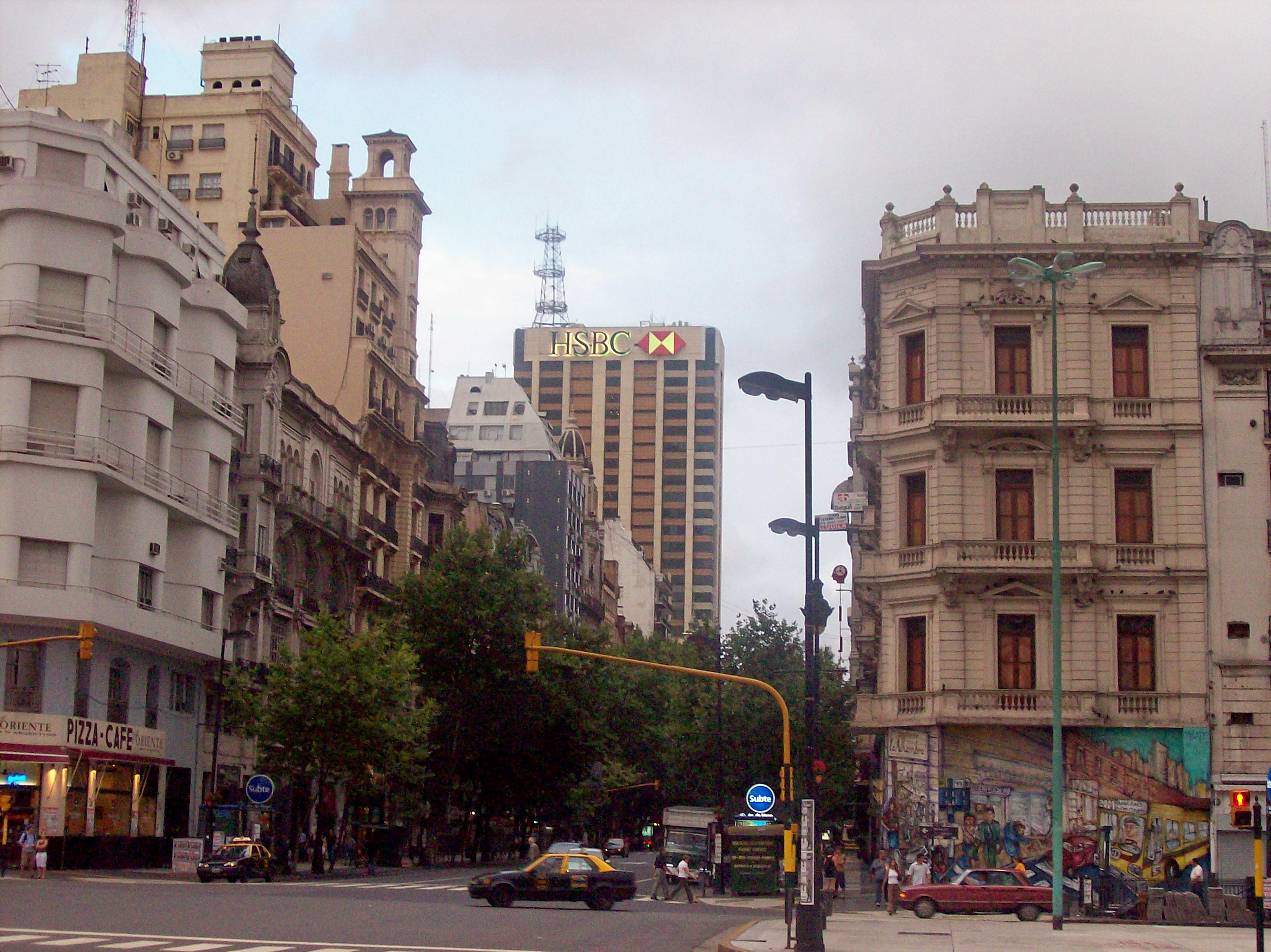
7월 9일 거리에서 바라본 마요 거리
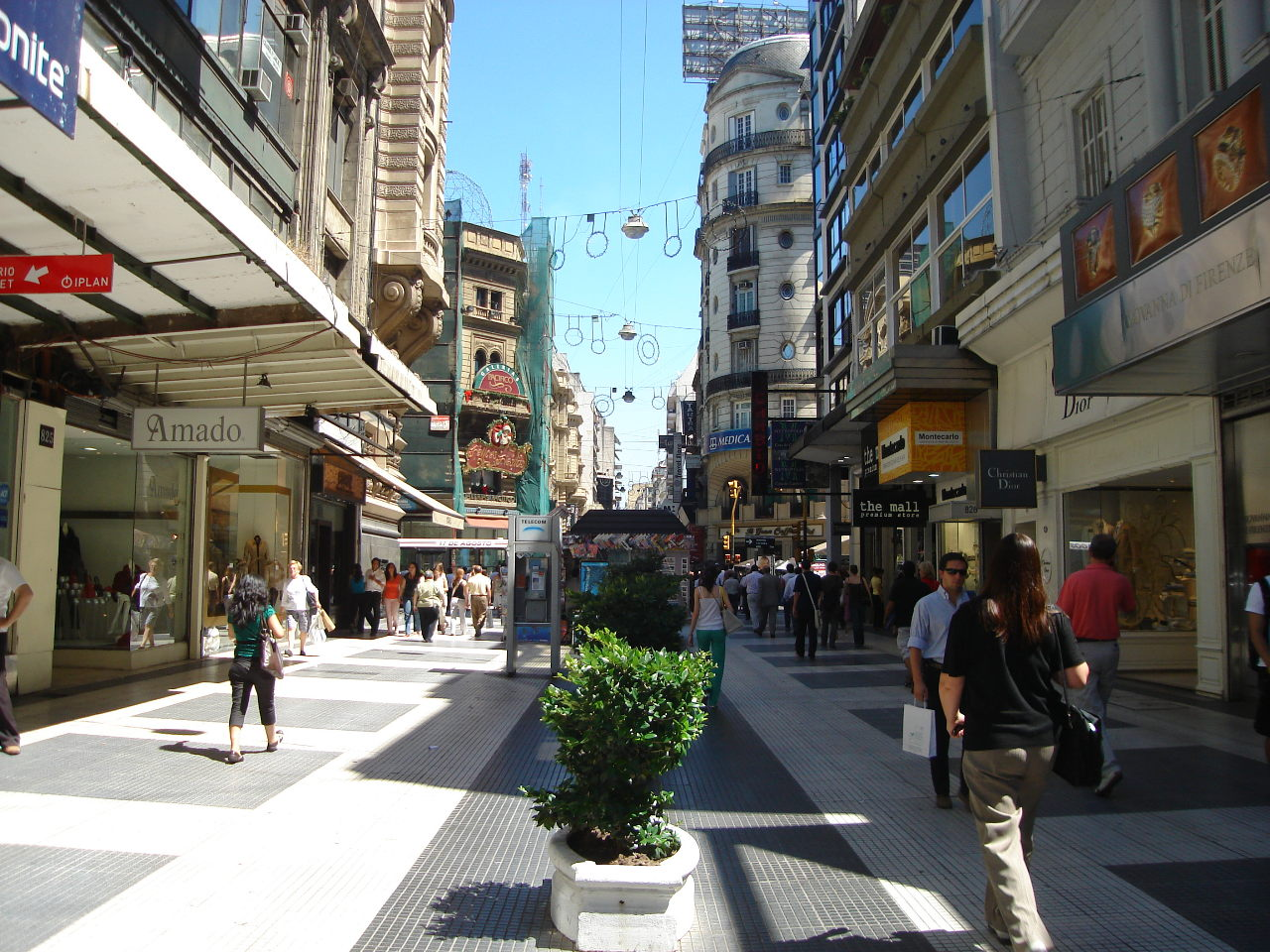
플로리다 거리 풍경
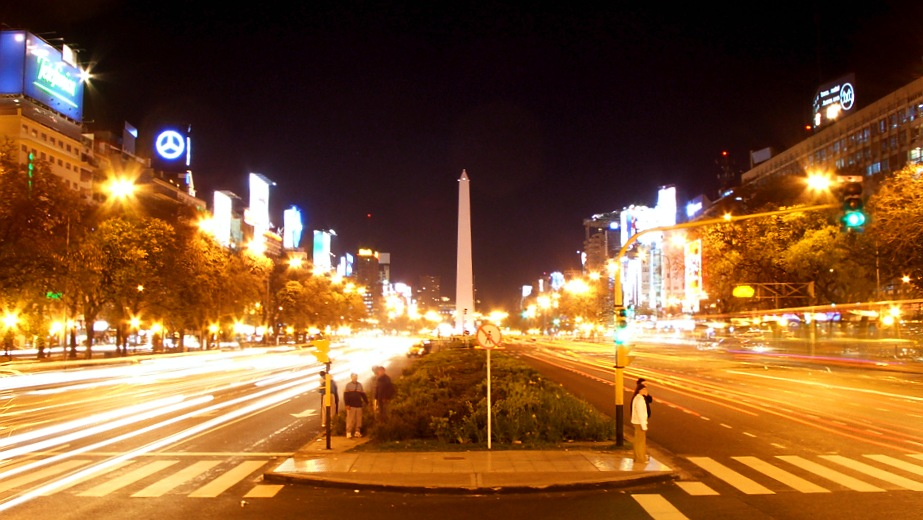
7월 9일 거리 야경

### 주요 바리오
- 벨그라노
- 라 보카
- 팔레르모
- 푸에르토 마데로
- 레콜레타
- 레티로
- 산텔모

### 공원
- 2월 3일 공원
- 식물원
- 부에노스아이레스 일본식 정원
- 마요 광장
- 산마르틴 광장
- 레콜레타 국립묘지
- 부에노스아이레스 동물원

### 랜드 마크
- 카빌도
- 카미니토
- 카사 로사다 (대통령궁)
- 메트로 폴리탄 대성당
- 의회
- 국립도서관
- 국립 역사박물관
- 오벨리스코
- 테아트로 콜론

## 스포츠

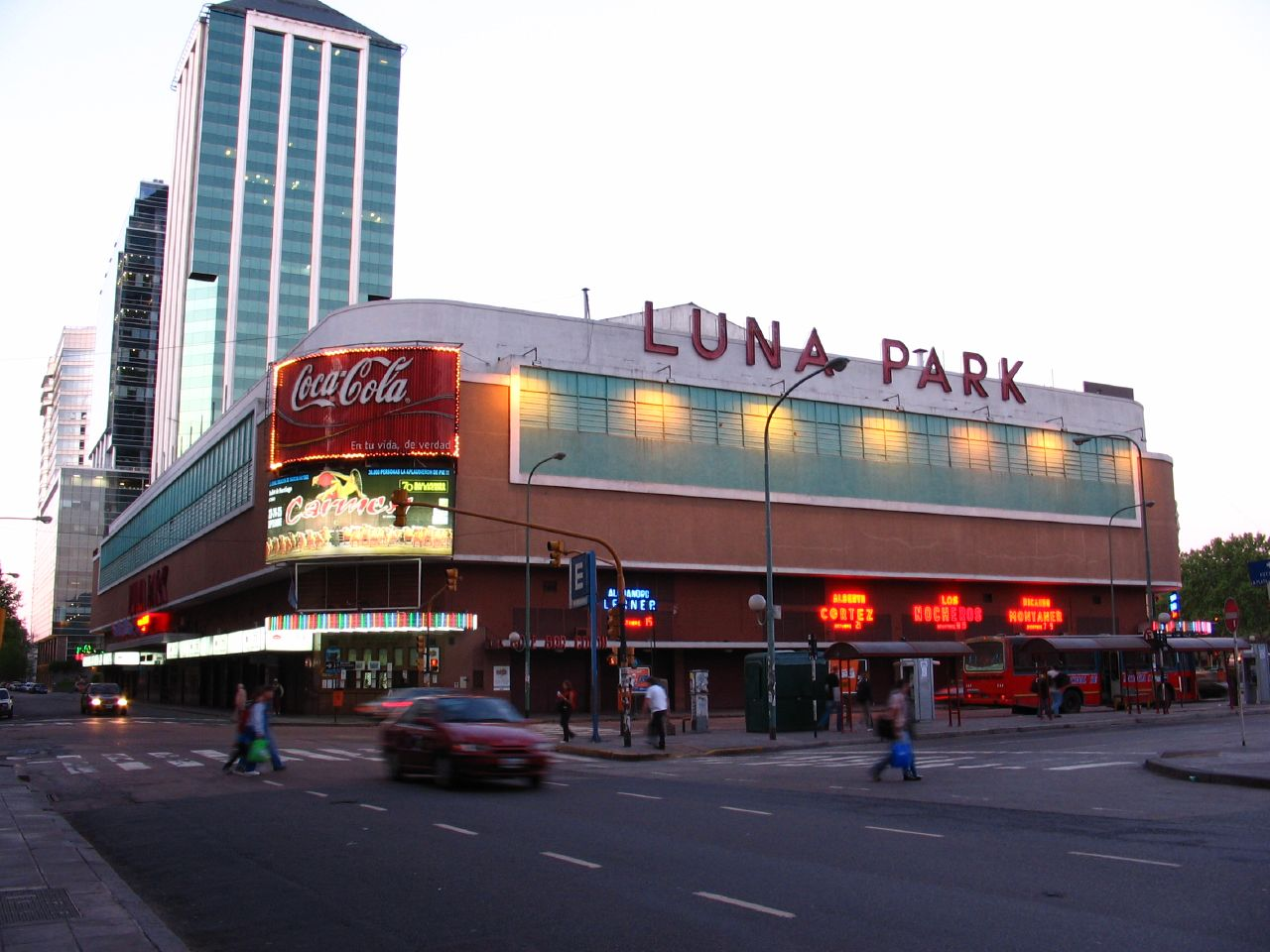
루나 파크 경기장

축구는 전 아르헨티나 국민들의 국민 스포츠로 특히 부에노스 아이레스에는 24개 구단 이상의 많은 축구 클럽이 집중되어 있다. 가장 잘 알려진 라이벌인 리버 플레이트와 보카 주니어스의 수페르클라시코는 세계적으로 유명하다. 부에노스아이레스를 연고로 하는 아르헨티나 프리메라 디비시온의 주요 구단은 다음과 같다.
- CA 리버 플레이트
- CA 보카 주니어스
- CA 산로렌소
- CA 벨레스 사르스피엘드
- CA 우라칸
- 아르헨티노스 주니어스

주요한 축구 경기장으로는 다음과 같은 것들이 있다.
- 라 봄보네라
- 엘 모누멘탈
- 후안 페론 경기장
- 토마스 아돌포 두코 경기장
- 호세 아말피타니 경기장
- 엘 누에보 가소메트로

## 교통
부에노스아이레스는 사각형의 격자형으로 도시 건설이 진행되었다. 도시 중심지에는 플로리다 거리처럼 보행자 도로가 잘 발달되어 있으며, 부분적으로 차량이 없는 지역이 있어 사람들이 항상 북적인다. 이곳은 버스와 지하철 C 라인 등으로 접근 가능하다. 부에노스아이레스는 매우 걷기 좋은 도시이며, 부에노스아이레스에 있는 거주자들 대다수는 대중 교통을 이용한다.

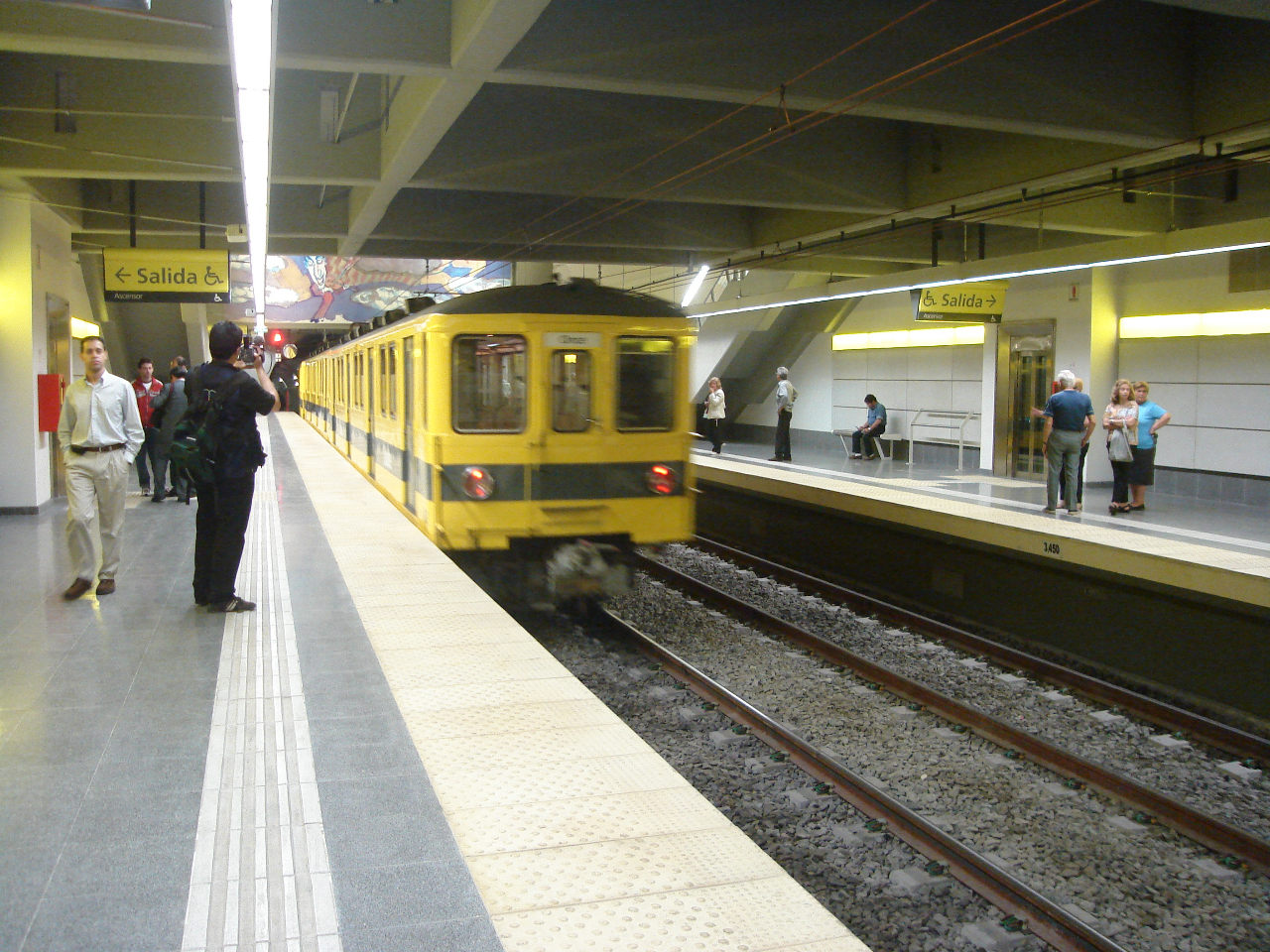
H 라인의 카세로스역
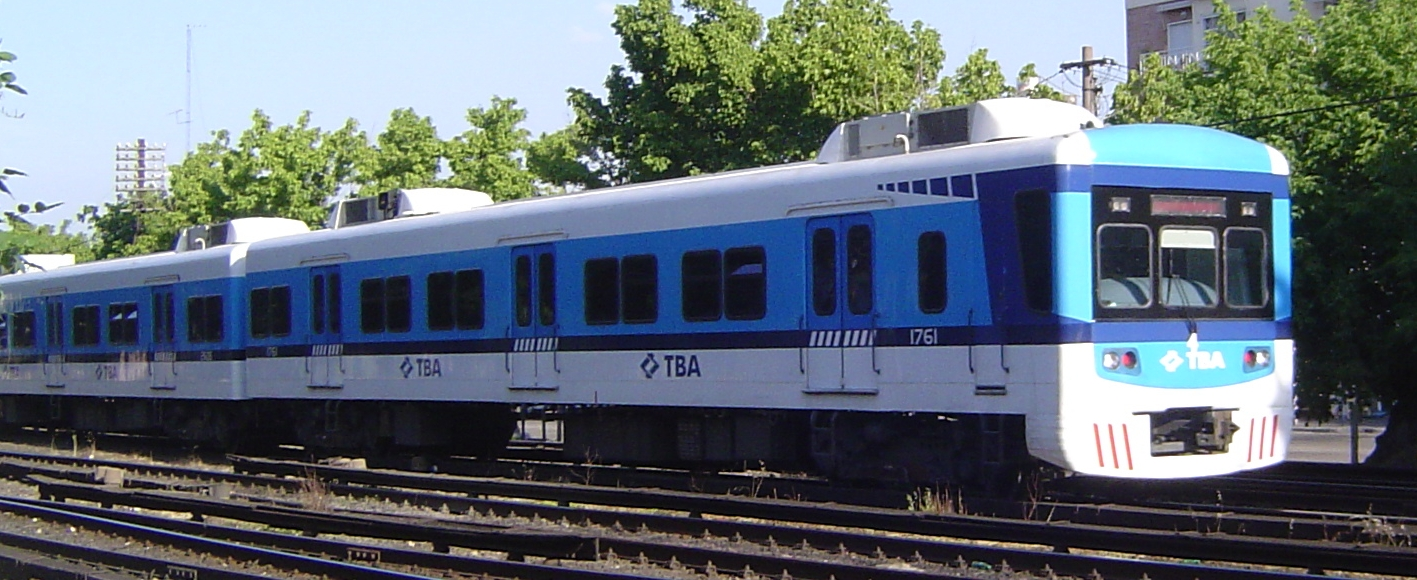
통근 철도

### 통근 철도
대중 교통을 애용하는 부에노스아이레스 시민들에게 부에노스아이레스 통근 철도는 매우 편리하다. 하루 130만명 이상이 이용을 하고 있으며, 이들은 외곽 지역에서 도심으로 통근을 하는 데 이용한다. 부에노스아이레스 철도 시스템은 로사리오와 코르도바와 같은 장거리 철도와 연계된다. 도시 중심에는 3개의 주요 역이 있어서 시외와 장거리 지역을 도심으로 연결한다. 플라사 콘스티투시온, 레티로 그리고 온세 데 세피디엠브레 역이 주요 역이다.
부에노스아이레스의 통근 철도는 다음과 같이 7개의 노선이 존재한다.
- 벨그라노 노르테 선 (Belgrano Norte Line)
- 로카 선 (Roca Line)
- 산마르틴 선(San Martin Line)
- 사르미엔토 선(Sarmiento Line)
- 미트레 선(Mitre Line)
- 우르키사 선(Urquiza Line)

### 지하철

현재의 지하철 지도

메트로비아스가 운영하는 지하철(Subte)에는 A, B, C, D, E, H선의 6 노선이 있다. B선의 차량은 일본의 에이단 지하철 마루노우치 선의 500 타입을 C, D선에서는 나고야시 교통국 히가시야마 선과 메이조 선의 300 타입, 1200 타입, 250타입을 전용해 사용하고 있다.
- A선 - 하늘색
- B선 - 빨간색
- C선 - 파란색
- D선 - 초록색
- E선 - 보라색
- H선 - 노란색

### 트램
부에노스아이레스에는 857km에 이르는 확장 거리 철도 시스템인 트램이 있다. 이것은 1960년도 버스 회사의 청원으로 폐지되었다가 현재는 다시 복귀를 하고 있다. 프레메트로 또는 E2선이라고 불리며 7.4km의 경전철로 지하철 E선과 플라자 데 로스 디레예스 역을 연결하며, 메트로비아스에 의해 운영된다. 공식적인 재개는 1987년 8월 27일에 시작되었다.

### 버스
각각 개별적인 회사에 운영되는 콜렉티보(Colectivo)라고 불리는 150개 이상의 도시 버스가 있다. 이 노선들은 서로 경쟁을 하며, 공적인 자금의 지원없이 높은 이용률을 가지고 있다.

### 택시
검은색 하체에 노란색 상체를 가진 4만대 이상의 택시가 운행 중이다.

### 페리
부케부스(Buquebus)가 운영하는 페리 체계가 운영 중이며, 부이노스아이레스 항과 우루과이 주요 도시들을 연결한다. 연간 220만명 이상이 아르헨티나나 우루과이 사이를 부케부스로 여행을 한다. 이러한 배들 중 하나인 카타마란선은 시속 80km에 이르며, 세계에서 가장 빠른 속도를 자랑한다.

### 공항
부에노스 아이레스 국제공항, 미니스토로 피스타리니 국제공항은 에세이사 외곽 지역에 위치한다. 호르헤 뉴베리 공항은 강안의 팔레르모 구역에 위치하며, 우루과이 몬테비데오나 푼타델에스테를 연결하는 국내 공항으로서의 역할만 수행한다.

## 교육

### 초등 교육
초등 교육은 6년제이며, 1995년까지는 7년제 초등과정과 5~6년제 중고등 과정을 채택하였다. 비록 대부분의 학교가 8~9학년제를 채택하기는 했지만, 어떤 학교는 7학년제도 배제하는 것을 선택했다. 그럼에도 불구하고 시내에 있는 대부분의 학교는 여전히 7학년제를 초등과정으로 채택하고 있다. 부에노스 아이레스에서 6 - 3년제의 EBG는 시행되지 못하였다.

### 중등 교육

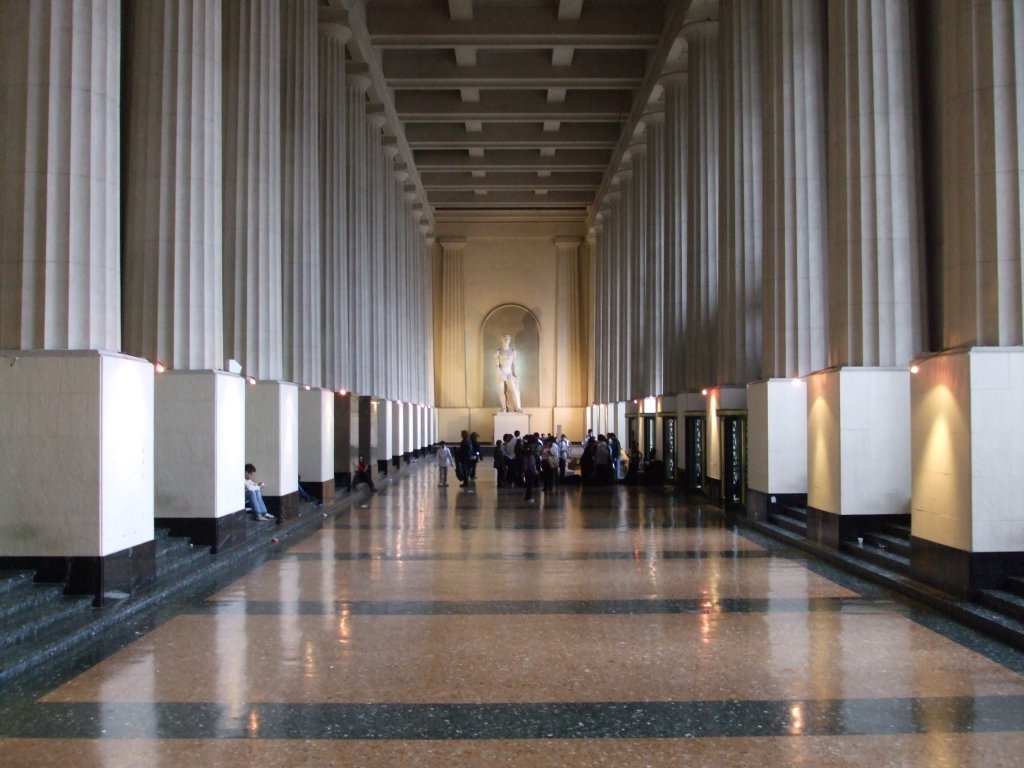
부에노스 아이레스 대학교 법대 메인 홀

아르헨티나에서 중등 교육은 폴리모달이라고 불리며, 학생들에게 과정을 선택하는 것이 허용된다. 중등 교육은 아직 의무 교육이 아니지만, 전국적인 차원에서 대학 입학을 위해서는 이 과정의 졸업이 요구된다. 폴리모달은 보통 3년 제로 구성되어 있고, 어떤 학교는 4년제를 시행하기도 한다.

### 대학 교육
아르헨티나에는 많은 국립 대학과 공립대학, 사립대학이 존재한다. 부에노스아이레스 대학교는 남미에서 가장 명문 교육기관 중의 하나로 5명의 노벨상 수상자를 배출했다. 부에노스아이레스는 라카니안 학파의 정신 분석학의 중심지이다.
또한 이곳에는 많은 사립 명문 대학들이 존재하고 있다.

## 자매 도시
부에노스아이레스는 다음의 도시들과 자매 결연된 상태이다.
| - 아르메니아 예레반 - 브라질 브라질리아 (2002년부터) - 브라질 포르투알레그리 - 브라질 리우데자네이루 - 브라질 상파울루 - 캐나다 오타와 - 칠레 산티아고 - 중국 베이징 (1993년부터) - 콜롬비아 보고타 - 콜롬비아 메데인 - 크로아티아 자그레브 - 체코 프라하 - 도미니카 공화국 산토도밍고 - 에콰도르 키토 | - 프랑스 파리 - 프랑스 툴루즈 - 독일 베를린 (1994년부터) - 이스라엘 예루살렘 (협력 협정) - 이스라엘 텔아비브 (1976년부터) - 이탈리아 바실리카타주 (지방) - 이탈리아 칼리아리 - 이탈리아 칼라브리아주 (지방) - 이탈리아 제노바 - 이탈리아 루카 - 이탈리아 밀라노 - 이탈리아 나폴리 - 이탈리아 로마 - 일본 오사카 | - 레바논 베이루트 (2006년부터) - 튀니지 튀니스 - 네덜란드 로테르담 - 파라과이 아순시온 - 페루 리마 - 폴란드 바르샤바 - 포르투갈 리스본 - 세르비아 베오그라드 - 남아프리카 공화국 케이프타운 - 스페인 바르셀로나 - 스페인 빌바오 - 스페인 카디스 | - 스페인 마드리드 - 스페인 오비에도 (1983년부터) - 스페인 산티아고데콤포스텔라 - 스페인 세비야 - 스페인 비고 - 스위스 제네바 - 튀르키예 이스탄불 - 영국 런던 - 미국 마이애미, (1993년부터) - 미국 뉴저지주 - 미국 오하이오주 - 우루과이 몬테비데오 |

## 같이 보기
- 부에노스아이레스주
- 그란 부에노스아이레스